# ワシミミズク
ワシミミズク (鷲木菟、Bubo bubo) は、フクロウ科に分類される鳥類の一種。別名はユーラシアワシミミズク。単にeagle-owlとも呼ばれる。フクロウ目の最大種の1つで、雌は全長75cm、翼開長188cmに達する。雄は雌よりもわずかに小さい。特徴的な羽角を持ち、体の背面は暗色の部分と茶褐色の部分が斑点状に並ぶ。翼と尾には縞がある。腹面は黄褐色で、黒色の斑点が入る。少なくとも12亜種が存在し、IOC World Bird List(v 15.1)では16亜種が認められている。
主に山岳や岩場に生息するが、林縁や湿地のある低木林、針葉樹林やステップでも見られる。農地や公園、稀に都市に現れることもある。夜行性の猛禽類であり、主に齧歯類やウサギなどの小型哺乳類、また鳥類や大型の哺乳類も捕食する。爬虫類、両生類、魚類、大型の昆虫、無脊椎動物も餌とする。基本的に崖や峡谷など、隠れた場所で営巣する。産卵数は通常2-4個で、一定の間隔で産卵され、異なる時期に孵化する。雌は卵を抱卵し、雄が食べ物を運ぶ。雌雄が協力し、5か月間子育てを行う。
フクロウの中で最も分布の広い種の1つである。その分布域は5140万km2で、個体数は10-50万羽と推定されている。そのため、国際自然保護連合のレッドリストでは低危険種とされているものの、個体数は減少している。大部分の個体は大陸ヨーロッパ、スカンディナビア半島、ロシア、中央アジアに分布する。小規模な個体群がアナトリア半島、中東北部、南アジア北部、中国、韓国、日本に存在する。イギリスでは1996年から定着が始まり、2016年時点で12-40のつがいが生息し、その数は増えることが予測されている。カモメなどの害鳥を鷹狩のように追い払うため、飼いならされることもある。

## 分類
1758年にスウェーデンの博物学者であるカール・フォン・リンネによって、『自然の体系』第10版の中で Strix bulbo として記載された。リンネは生息地をヨーロッパに限定し、タイプ産地はスウェーデンであった。現在本種が分類されているワシミミズク属は、1805年にアンドレ・マリー・コンスタン・デュメリルによって設立された。
ワシミミズク属には10種が分類されている。化石記録と現存種の分布に基づくと、ワシミミズク属は、初期は南アジアから分岐し、進化の過程でアフリカ大陸にも定着したと考えられる。アジアのオニコノハズクと、アフリカのアフリカオオコノハズクは、コノハズク類に位置づけられるものの、ワシミミズクといくつかの特徴が共通している。フクロウ属もワシミミズク属と近縁で、メガネフクロウ属は2属の中間である。本種はワシミミズク属のユーラシア大陸への拡大を象徴している。ワシミミズク属の数種は本種から派生しており、比較的最近分岐したと考えられる。
サバクワシミミズクはアラビア半島から北アフリカにかけて分布し、かつてはワシミミズクの亜種であると考えられていた。しかしミトコンドリアDNAは、ワシミミズクと約3.8%の差異があり、これは別種とする基準の差異である1.5%をはるかに超えている。サバクワシミミズクはワシミミズクよりも小型で色が薄く、鳴き声が高い。またモロッコでは本種の亜種 B. b. hispanus と同所的に生息していたが、繁殖はしていなかった。中東中部の亜種 B. b. interpositus は、野生でサバクワシミミズクと交雑することが知られており、ワシミミズクの基亜種とミトコンドリアDNAに2.8％の差異があり、ワシミミズクと異なる種である可能性がある。アジアの3亜種 B. b. ussuriensis、B. b. kiautschensis、B. b. hemachlana は、比較的最近に分岐したため、遺伝的多様性は低いが、ハプロタイプの多様性が高いため、亜種の基準を満たしている。ベンガルワシミミズクもワシミミズクの亜種と考えられていたが、体が小さく、鳴き声が甲高く、分布もインド亜大陸に隔離されているため、別種となった。ミトコンドリアDNAにもかなりの違いがあることが明らかになっている。イワワシミミズクは、ワシミミズクの系統のアフリカへの進出を示しており、地理的に離れているものの、ワシミミズクに似た生態を持つ。シロフクロウは少なくとも400万年前に、他のワシミミズク類から分岐した。
アメリカワシミミズクは、ワシミミズク類の祖先が北米に進出した結果生まれた。アメリカワシミミズクとワシミミズクの差異は小さく、羽毛の差異はカラフトフクロウやトラフズクにおける、ユーラシアとアメリカの亜種の差異と同程度であるという意見もある。その他の差異としては、ワシミミズクの方が大型で、アメリカワシミミズクは腹側の縞模様が垂直ではなく水平であること、虹彩が黄色であること、顔盤を縁取る模様が明瞭であることが挙げられる。繁殖行動や鳴き声にも多くの差異がある。遺伝学的研究によれば、ワシミミズクはアメリカワシミミズクよりも、シロフクロウに近縁であることが明らかになっている。アフリカワシミミズクは小型で力も弱いが、サバクワシミミズク、ベンガルワシミミズク、イワワシミミズクの次に近縁である。ワシミミズクの系統がアフリカから分散する前に分岐した可能性が高い。アフリカワシミミズクは遺伝的に、ワシミミズクや分布の重なるイワワシミミズクよりも、ベンガルワシミミズクに近縁であることが明らかになっている。飼育下ではベンガルワシミミズクとアメリカワシミミズクとの間に雑種が生まれている。サバクワシミミズク、ベンガルワシミミズク、イワワシミミズク、アメリカワシミミズクは、本種よりも小さく、本種はこれらの近縁種よりも、平均して体は15-30％大きく、体重は30-50％重い。これは他の種が温暖な気候と小型の獲物に適応したためと考えられる。南フランスから得られた化石によると、中期更新世の絶滅亜種である B. b. davidi は現在よりも大型であった。アゼルバイジャンおよびコーカサス地方の後期更新世の地層から得られた B. b. bignadensis または B. bignadensis は、さらに大型の絶滅亜種であった。IOC World Bird List (v 15.1)によると、16の亜種が知られている。

### 亜種
以下の分類は主に IOC World Bird List (v 15.1) に、和名は日本鳥類目録 改訂第7版に従う。

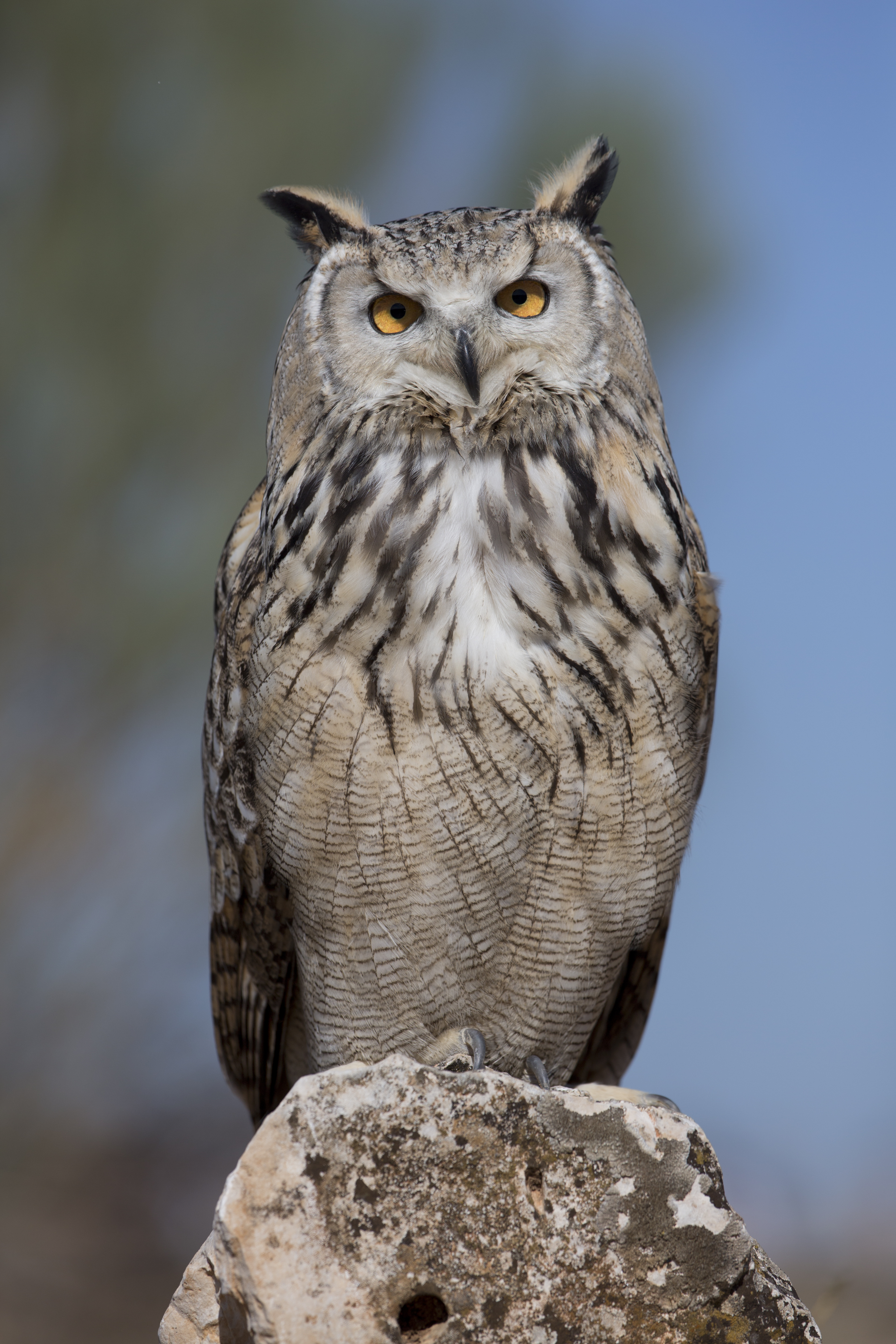
飼育下のワシミミズク。B. b. sibiricus とされているが、外見は B. b. ruthenus に近い。

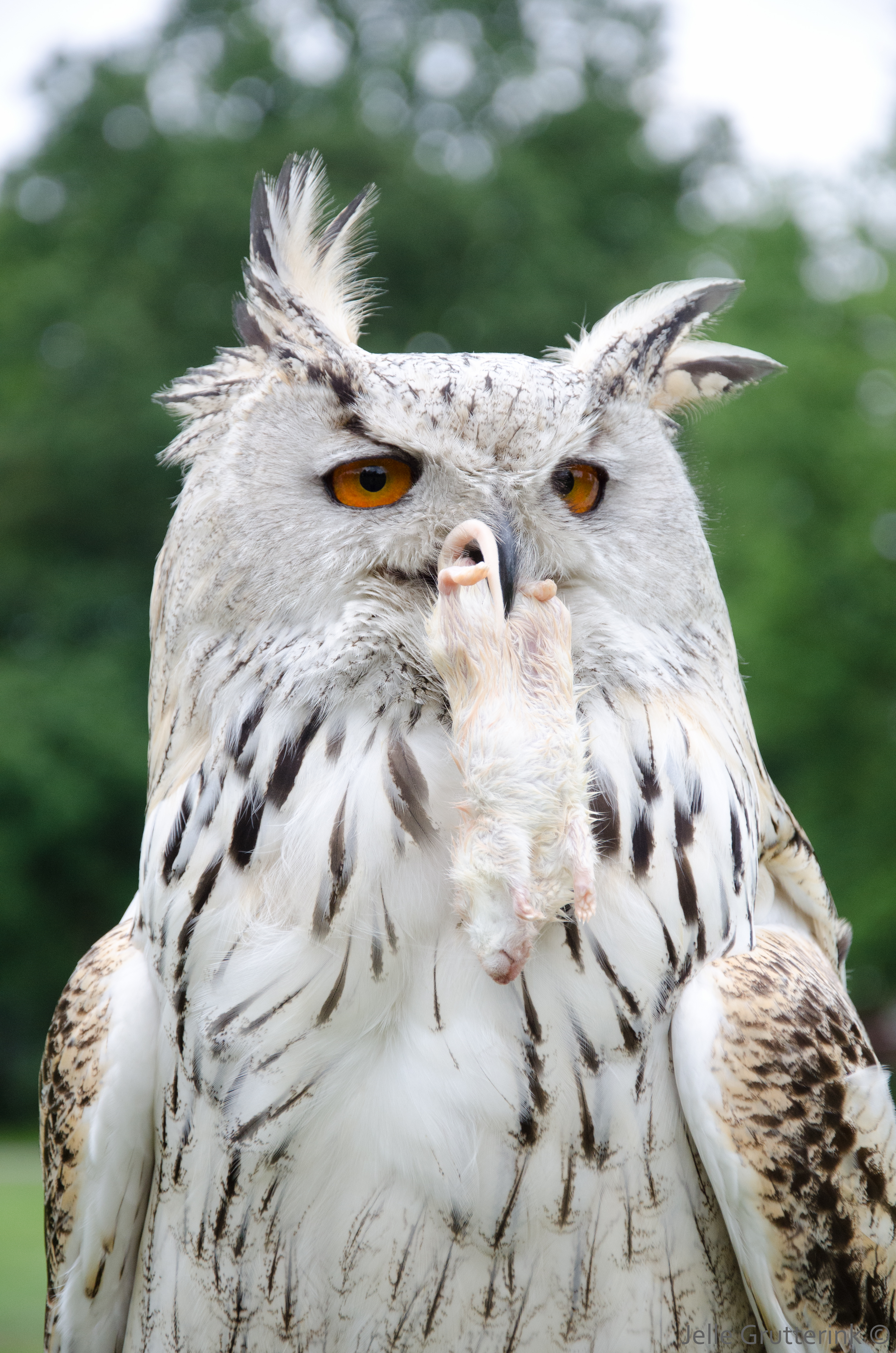
飼育個体。おそらく B. b. sibiricus

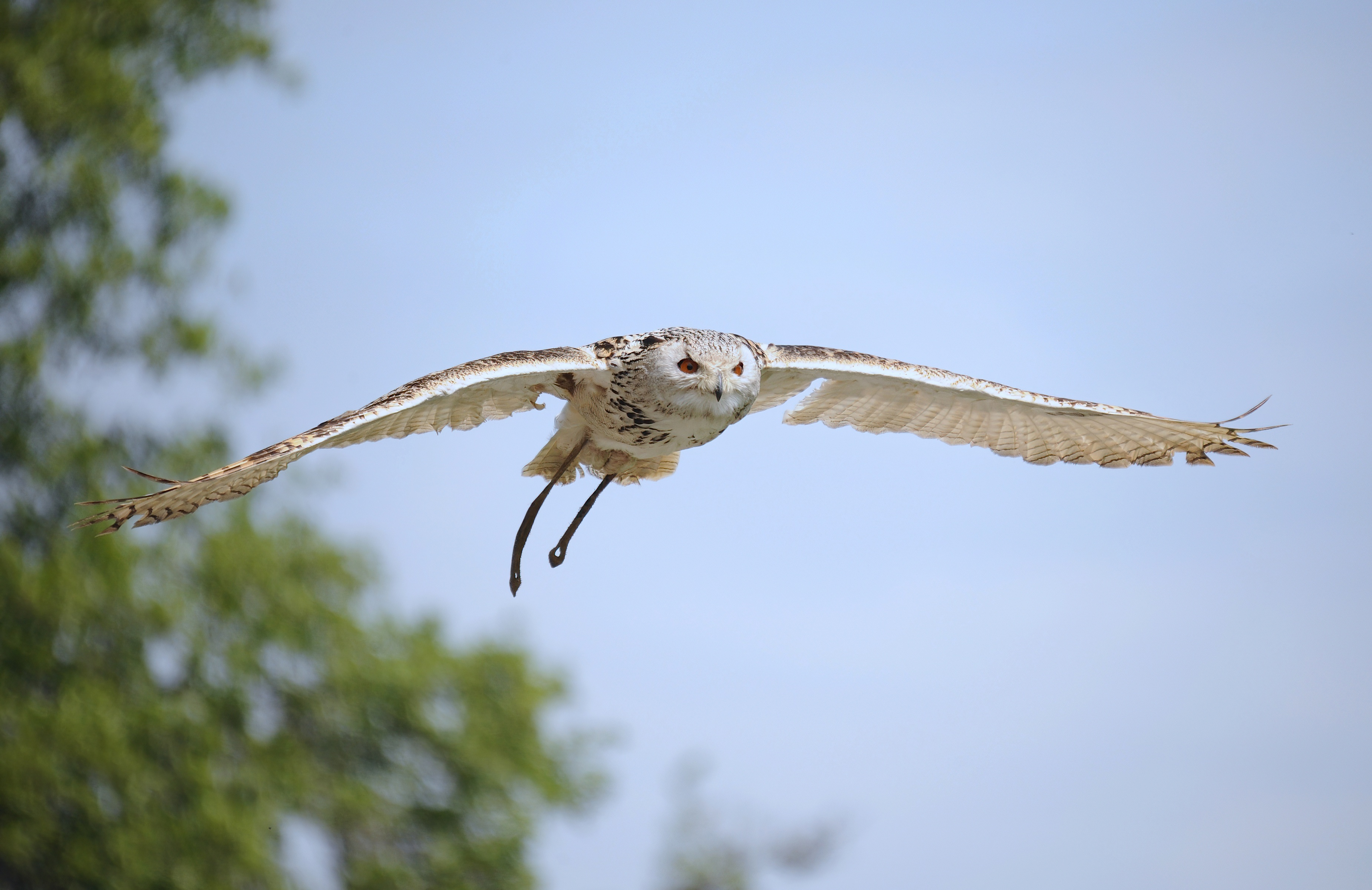
飛翔する飼育下の B. b. sibiricus

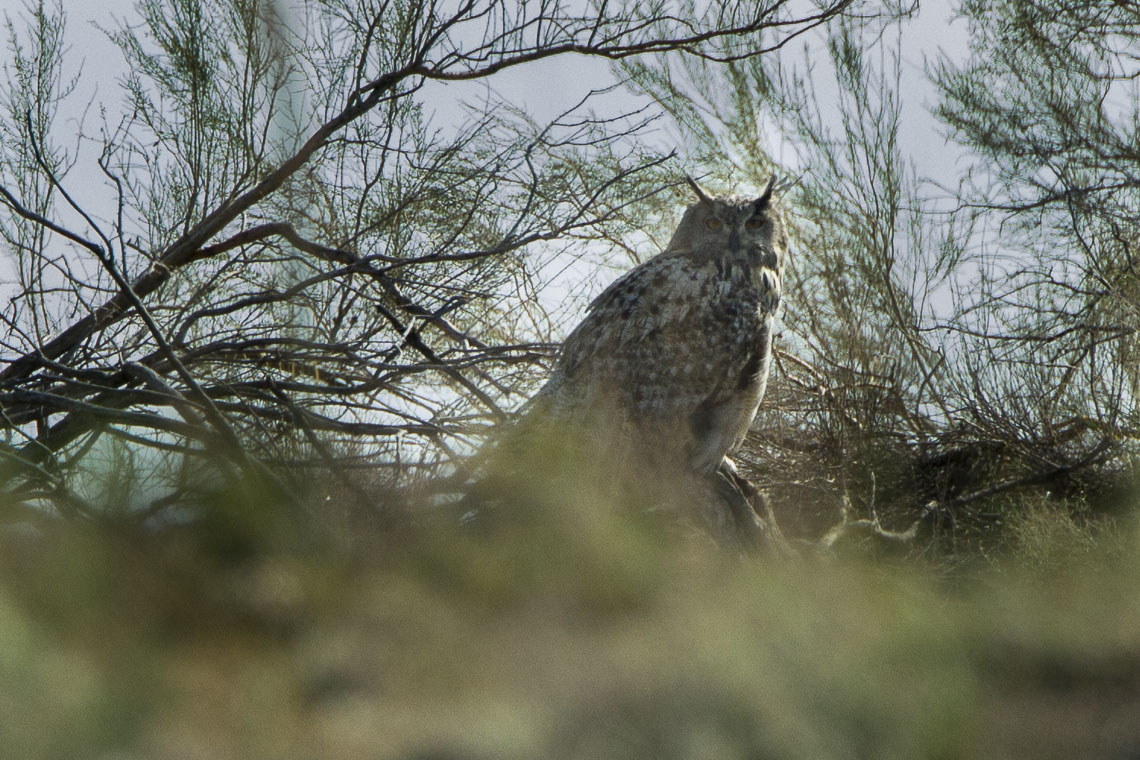
カザフスタンで撮影された、野生の B. b. turcomanus

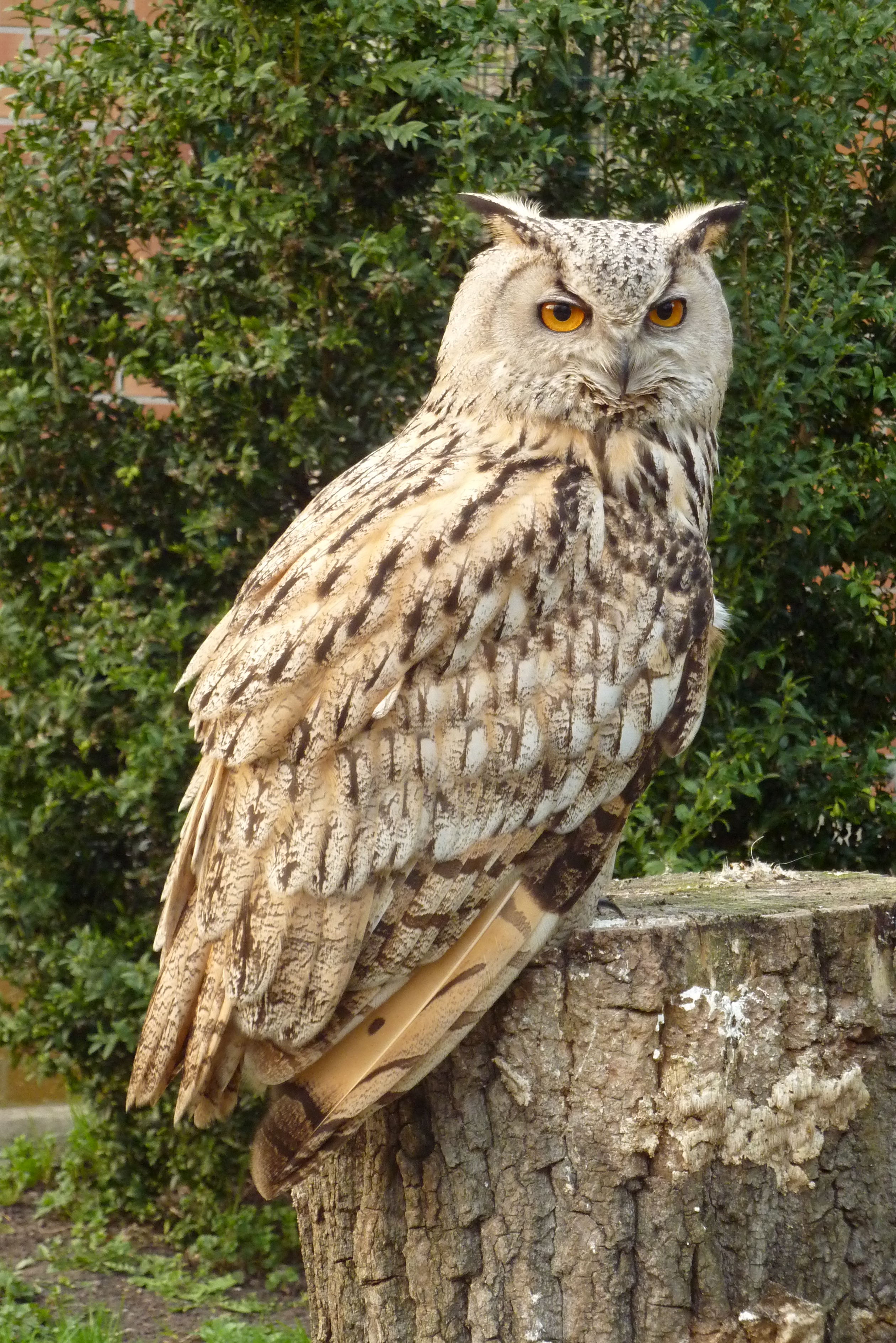
飼育下の B. b. omissus

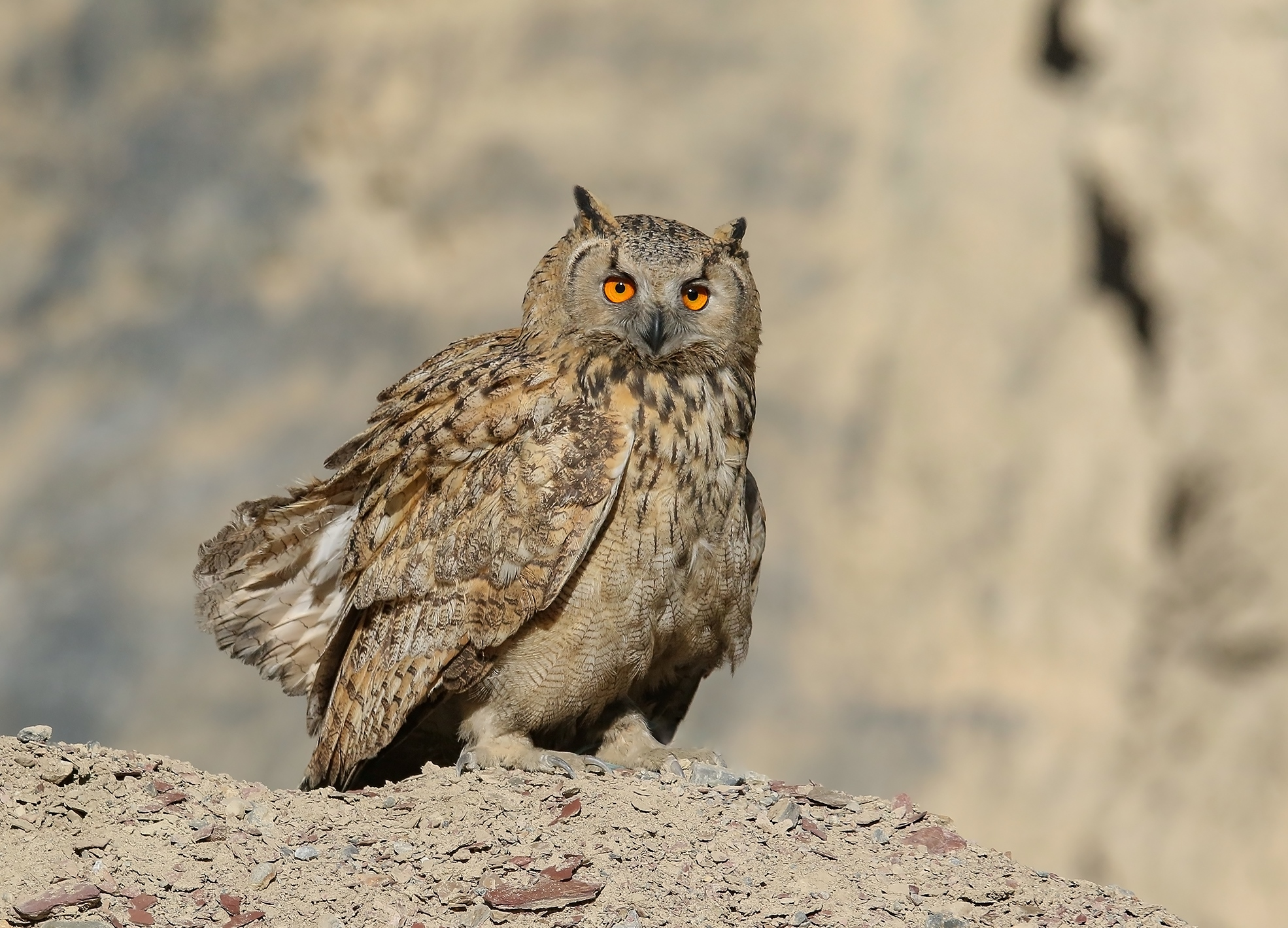
パキスタンで撮影された、野生の B. b. hemachalana

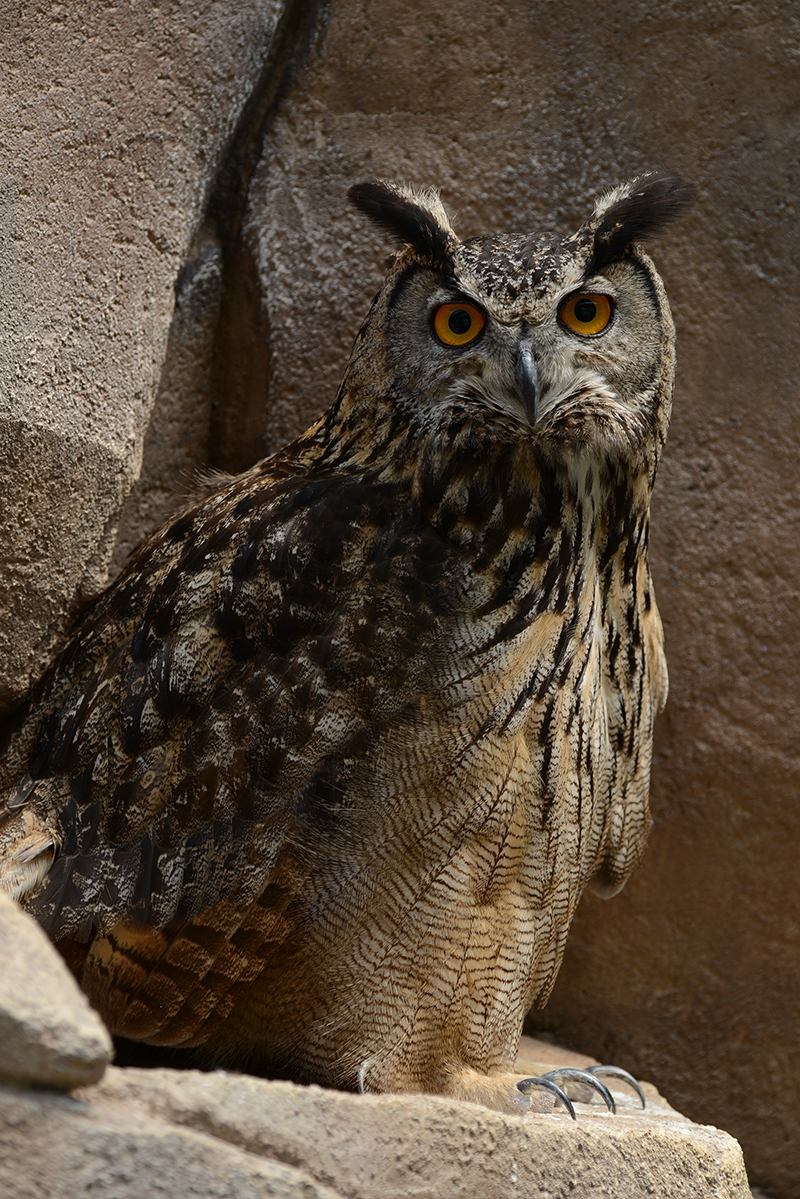
韓国の飼育下個体。タイリクワシミミズク B. b. kiatschensis の可能性がある

- Bubo bubo hispanus Rothschild & Hartert, 1910 は、Spanish eagle-owl、Iberian eagle-owlといった英名がある[26]。主にイベリア半島に分布し、スペインの大部分とポルトガルの一部で見られる[27][28]。以前はアトラス山脈にも分布しており、アフリカ大陸で繁殖する唯一のワシミミズクであったが、この個体群は絶滅した[1][18]。生活史については、亜種の中で最も研究が進んでいる[29]。羽毛の色は基亜種に似ており、明るい灰色がかった色で、縞模様は薄く、腹部はより青白い。翼弦長は雄で40-45cm、雌で445-485mmである。翼開長は131-168cm、平均で約154.1cmである。尾長は23-31cm、嘴長は38.9-54.3mm、跗蹠長は64.5-81mmである。スペインでの調査に基づくと、体重は雄で1.22-1.9kg、平均して1.63kg、雌で1.75-2.49kg、平均して2.11kgである[27]。
- Bubo bubo bubo (Linnaeus, 1758) は、European eagle-owlという英名がある[30]。基亜種であり、ノルウェー、スウェーデン、フィンランド、コラ半島南部、アルハンゲリスクを含む北極圏から北緯64度30分までの大陸ヨーロッパ、バルト海、ドイツ中部、ベルギー南東部、フランス東部および中央部、南部からスペイン北部、シチリア島を含むイタリアの一部、中央ヨーロッパと東南ヨーロッパからギリシャまで分布する。ロシア北部のメゼン川上流域とゴールキ・レーニンスキエ、タンボフ、ヴォロネジ東部周辺では B. b. ruthenus と分布が重なり、ウクライナ北部では B. b. interpositus と重なる[27][28][31]。中型の亜種で、翼弦長は雄で435-480mm、雌は455-500mmである[6][28]。飼育下個体の翼開長は、雄で155-159cm、雌で165-170cmである[32]。嘴長は45-56mmである[18]。ノルウェーでの記録によると、体重は雄で1.63-2.81kg、平均して2.38kgであり、雌で2.28-4.2kg、平均して2.95kgである[33]。フィンランド西部での記録もほぼ同様で、体重は平均2.65kgであった[34]。フィンランドで行われた別の調査では、雄の体重は平均して2.64kg、雌では平均3.16kgであった[35][36]。温暖な地域ほど体の大きさが小さくなるというベルクマンの法則に従っており、中央ヨーロッパの個体群の平均体重は2.14kg、または2.3kgであり、イタリアの個体群の平均体重は約2.01kgである[37]。イタリアの個体群の体重は1.5-3kgである[38]。最も色の濃い亜種であり、頭部と胸部、上半身では、幅広い黒色の縞模様が重なっている。羽毛の色は茶色だが、特に頭部、上背、初列風切が濃い赤褐色に見えることもある。腹側は多くの亜種で白色または黄色だが、基亜種では黄褐色である[27]。イタリアの個体群は北方の個体群よりも小型で、より色が薄く、縞模様も細い[27][28]。スカンディナビア半島の個体群は、一部の個体の色が濃く、黒褐色となる[10]。
- Bubo bubo ruthenus Buturlin & Zhitkov, 1906 は、eastern eagle-owlという英名がある[39]。ティマン＝ペチョラ盆地からウラル山脈西部、ドン川上流およびヴォルガ川下流にかけて、ヨーロッパロシア中央部に分布する[27][28][31]。翼弦長が大きく、雄で430–468mm、雌で470–515mmである[6][28]。本亜種の色彩は、基亜種と B. b . sibiricus の中間である。鳥類学者にも、B. b. interpositus と混同されることがある。B . b. interpositus は本亜種よりも色が濃く、黄色みが強く、模様がより濃く規則的である。B. b. interpositus の色彩は本亜種よりも明るく、コントラストが強い[27][31]。
- Bubo bubo interpositus Rothschild & Hartert, 1910 は、Aharoni's eagle-owl、Byzantine eagle-owlといった英名がある[40][41]。北はベッサラビアおよびウクライナのステップ地帯からキーウ、ハルキウまで、東はクリミア半島、コーカサス、南コーカサスを経てイラン北西部および北部のアルボルズ山脈、テヘラン、カスピ海南部まで、南はアナトリア半島を通ってシリア、イラクまで分布する。シリア砂漠には分布せず、代わりにサバクワシミミズクが分布する。サバクワシミミズクとは、シリア西部からパレスチナ南部にかけて交雑している[27][28]。遺伝的な研究に基づくと、ワシミミズクとは別種の可能性がある[6][18]。基亜種と同程度の大きさで、翼弦長は雄で425-475mm、雌で440-503mmである[6][28]。基亜種よりも色が薄く、黄色みが強く、模様が明瞭である。B. b. turcomanus よりも黄色味が弱く、茶色の模様が明瞭で濃い。B. b. ruthenus よりも暗く、錆びた色である[27][31]。
- Bubo bubo sibiricus (Gloger, 1833) は、western Siberian eagle-owlという英名がある[42]。西シベリアとバシコルトスタン共和国の、ウラル山脈からオビ川中流域、アルタイ山脈西部のタイガの限界まで分布しており、ワシミミズクで最北の亜種である[27]。亜種の中でも大型で、翼弦長は雄で435-480mm、雌で472-515mmである[8][6][28]。飼育下個体の記録によると、雄の翼開長は155-170cm、体重は1.62-3.2kgで、雌の翼開長は165-190cm、体重は2.28-4.5kgである[32]。雄の平均体重は約2.5kgである[43]。ワシミミズクの中でも形態的に特徴がある亜種で、最も美しく目立つ亜種とされることもある[27]。亜種の中では最も青白い。全体的な体色は淡い黄白色で、暗い斑紋が重なっている。頭頂部、後頸部、腹面には黒い縞がややまばらに入る。胸部の下部と腹部には不明瞭な縞模様が入り、初列風切は暗色である。頭部、背、肩はやや暗色である。分布域の東限では、B. b. yenisseensis と分布が重なる[18][27]。
- Bubo bubo yenisseensis Buturlin, 1911 は、eastern Siberian eagle-owlという英名がある[44]。オビ川の東からバイカル湖まで、北はエニセイ川沿いの北緯58度から59度まで、南はアルタイ山脈、タルバガタイ山脈、サウル山脈、モンゴル北西部のハンガイ山脈、トゥヴァ人民共和国に分布する。トムスク近郊では B. b. sibiricus と、モンゴル北東部で B. b. ussuriensis と分布が重なる。トール川周辺では中間型の個体が見られ、本亜種と B. b. ussuriensis の中間の体色を持つ個体が存在する[27][31]。大型の亜種であり、翼弦長は雄で435-470mm、雌で473-518mmである[6][28]。B. b. sibiricus よりも暗く、黄色がかっている。翼の裏側は明るい白色である[4]。全体的には黄褐色で、背面と頭部周辺には、暗色の明瞭な模様がある。腹面は全体的に淡灰色で、黒い縞模様が入る[27]。
- Bubo bubo jakutensis Buturlin, 1908 は、Yakutian eagle-owlという英名がある。シベリア北東部、サハ共和国南部から北緯約64度、西はヴィリュイ川流域からニジニャヤ・ツングースカ川上流域、東はマガダンから、南はハバロフスク地方までのオホーツク海沿岸に分布する。コリマ川上流域やアナディリ川上流域からも報告がある。カムチャツカ半島やベルホヤンスク山脈以北には分布しない[27]。亜種の中でも大きく、翼弦長は雄で455-490mm、雌で480-503mmである[6][18][28]。B. b. sibiricus や B. b. yenisseensis よりも、背面が暗色で茶色がかり、体色は鮮明ではない[27][31]。腹面は B. b. sibiricus よりも縞模様が明瞭だが、B. b. yenisseensis よりも白く、模様が濃い[27][31]。他の亜種と比べ、羽毛の色は落ち着いた茶色で、羽毛が長く、羽角はやや垂れ下がる。亜種の中では頭部が大きく、首が目立たない[45][46]。
- Bubo bubo ussuriensis Poliakov, 1915 は、Ussuri eagle-owlという英名がある。シベリア南東部からザバイカル、アムール州、樺太、緑ウクライナ、中国の陝西省、山西省、河北省から満州まで分布する[27][31]。翼弦長はシベリアの大型亜種よりもわずかに小さい。翼弦長は雄で430-475mm、雌で460-502mmである[6][27][28]。B. b. jakutensis や B. b. yenisseensis よりも全身が暗い。上記の2亜種と比べて茶色の斑点が広がっており、白い斑点は目立たない。腹面は黄褐色で、白い部分が少なく、模様はより濃い色である[27]。B. b. jakutensis と分布が重なっており、中間的な個体も存在する[47]。
- Bubo bubo turcomanus (Eversmann, 1835) は、steppe eagle-owlという英名がある[48]。カザフスタンのヴォルガ川とウラル川上流、カスピ海沿岸、アラル海にかけ分布する。南部の山岳地帯には B. b. omissus が、マンギシュラク半島の沿岸地域には B. b. gladkovi が分布する。分布域はトランスバイカルとタリム盆地を経て、モンゴル西部まで広がる[27][31]。中型の亜種であり、翼弦長は雄で418-468mm、雌で440-512mmである[6][28]。尾長は260-310mm、跗蹠長は77-81mm、嘴長は45-47mmである[6]。体重は1.5-3.8kgである[49]。羽毛は淡い黄褐色である。暗色の模様は B. b. interpositus よりも淡く不明瞭で、散在している。腹面の暗色の縦縞は、腹部より上で途切れる。B. b. hemalachanus と似ているが、より灰色がかっている。山岳地帯や岩場を避け、低い丘陵、台地、低地、ステップ地帯、海岸付近の半砂漠を好む[27]。
- Bubo bubo omissus Dementiev, 1933 は、Turkoman eagle-owl、Turkmenian eagle-owlといった英名がある[50][51]。トルクメニスタンとイラン北東部および新疆ウイグル自治区西部に生息する[27][31]。亜種の中でも小型で、翼弦長は雄で404-450mm、雌で425-460mmである[6][28]。亜砂漠に適応しており、体色は黄土色から淡い黄褐色である。体の暗色模様は比較的不明瞭である。後頭部の暗色縦縞は非常に細く、腹面の暗色縦縞は腹部を覆わない。腹部と脇の暗色横縞は B. b. turcomanus よりも薄く淡い色で、個体によっては腹部全体がほぼ完全な淡色に見える。より南方に分布する B. b. nikolskii と比較すると、本亜種はやや大型で、より暗色で黄色味が薄く、縞模様が濃い[27]。
- Bubo bubo nikolskii Zarudny, 1905 は、Afghan eagle-owl、Iranian eagle-owlといった英名がある[52][53]。バルカン山脈およびザカスピ州南部のコペトダグ山脈から、東はウズベキスタン南東部または北緯29度までのタジキスタン南西部、北はイラン、アフガニスタン、バルチスタン州、南はカラートまたはヒンドゥークシュ山脈付近まで分布する。イラン北部では B. b. interpositus が、イラン北西部およびアフガニスタン北東部のバダフシャーンでは B. b. hemalachana が分布する。パミール高原の西側の個体群は、B. b. omissus と B. b. hemachalana の中間的な特徴を持つ[27]。もっとも小型の亜種で、翼弦長は雄で378-430mm、雌で410-465mmである[8][6][28]。B. b. omissus と似るが、羽毛が赤褐色であること、背面の色が薄いことで見分けられる[27][31]。
- Bubo bubo hemachalanus Hume, 1873 は、Himalayan eagle-owlという英名がある[54]。ヒマラヤ山脈からパキスタン、ジャンムー・カシミール、ラダックを経てブータン、チベット、西はトルキスタンの天山山脈、カラタウ山脈、北はジュンガル・アラタウ山脈、東は新疆ウイグル自治区、南はカシュガル、ヤルカンド、崑崙山脈西部まで分布する。渡り鳥であり、冬になるとトルクメニスタンのバロチスタン州北部まで渡る[27]。亜種の中では中型で、黄色がかった他の乾燥アジアの亜種よりも大きい。翼弦長は雄で420-485mm、雌で450-505mmである[6][28]。嘴長は4.2-4.5cm。チベット高原での記録によれば、成鳥11羽の平均尾長は301mm、跗蹠長は78mm、平均体重は2.16kgであった[55]。B. b. turcomanus と似ているが、羽毛の色はより淡い黄褐色で、ベージュ色の部分は少ない。B. b. turcomanus と B. b. omissus と比べ、背と腹の暗い模様は明確で不規則である。背から羽角までの色は、他の亜種よりも一貫して茶褐色である。B. b. yenisseensis と比べて、腰、下尾筒、尾羽に黄色みが強い。背面はより黄色みが強く、腹面は白みが少ない。腹面の暗色縦縞は、上腹を覆っている[28]。
- Bubo bubo kiautschensis Reichenow, 1903 タイリクワシミミズク は、North Chinese eagle-owlという英名がある。南は広東省と雲南省南部まで、内陸では四川省と甘粛省南部まで、中華人民共和国東部と朝鮮半島に分布する[27]。奄美大島、三宅島、五島列島に飛来した例がある[25]。亜種の中ではやや小型で、翼弦長は雄で410-448mm、雌で440-485mmである[6][28]。韓国での調査によれば、体重は1.8-2.9kg、平均して2.26kgである[56]。B. b. ussuriensis よりも色が濃く、赤みがかっており、わずかに小型である。報告によれば、基亜種とは色彩が似るが、上半身はより色が薄く、斑点が多く、茶色の斑点は薄い。下半身の暗色の縞はより細い。また全体的に鈍い黄土色であり、体も小さい[27]。しかし写真を見ると、斑点は基亜種と同等の濃さで、より赤みがかっており、羽毛の色は他の亜種よりも濃く暗い[57]。
- Bubo bubo borissowi Hesse, 1915 ワシミミズク は、サハリン、千島列島、北海道に分布する[47]。
- Bubo bubo tarimensis Buturlin, 1928 は、中華人民共和国西部（タリム盆地東部）、モンゴル南部に分布する。
- Bubo bubo tibetanus Bianchi, 1906 は、チベット高原に分布する。B. b. hemachalanus のシノニムとする説もある。
- B. b. swinhoei Hartert, 1913 は、South Chinese eagle-owlという英名がある。中国南東部に分布する。羽毛は赤みが強く、B. b. kiautschensis に似ている。小型の亜種であり、翼弦長は雌雄ともに41-46.5cmである。あまり知られておらず、IOC World Bird Listを含め、一部の専門家はこの亜種を認めていない[6][7][8][27]。

## 形態

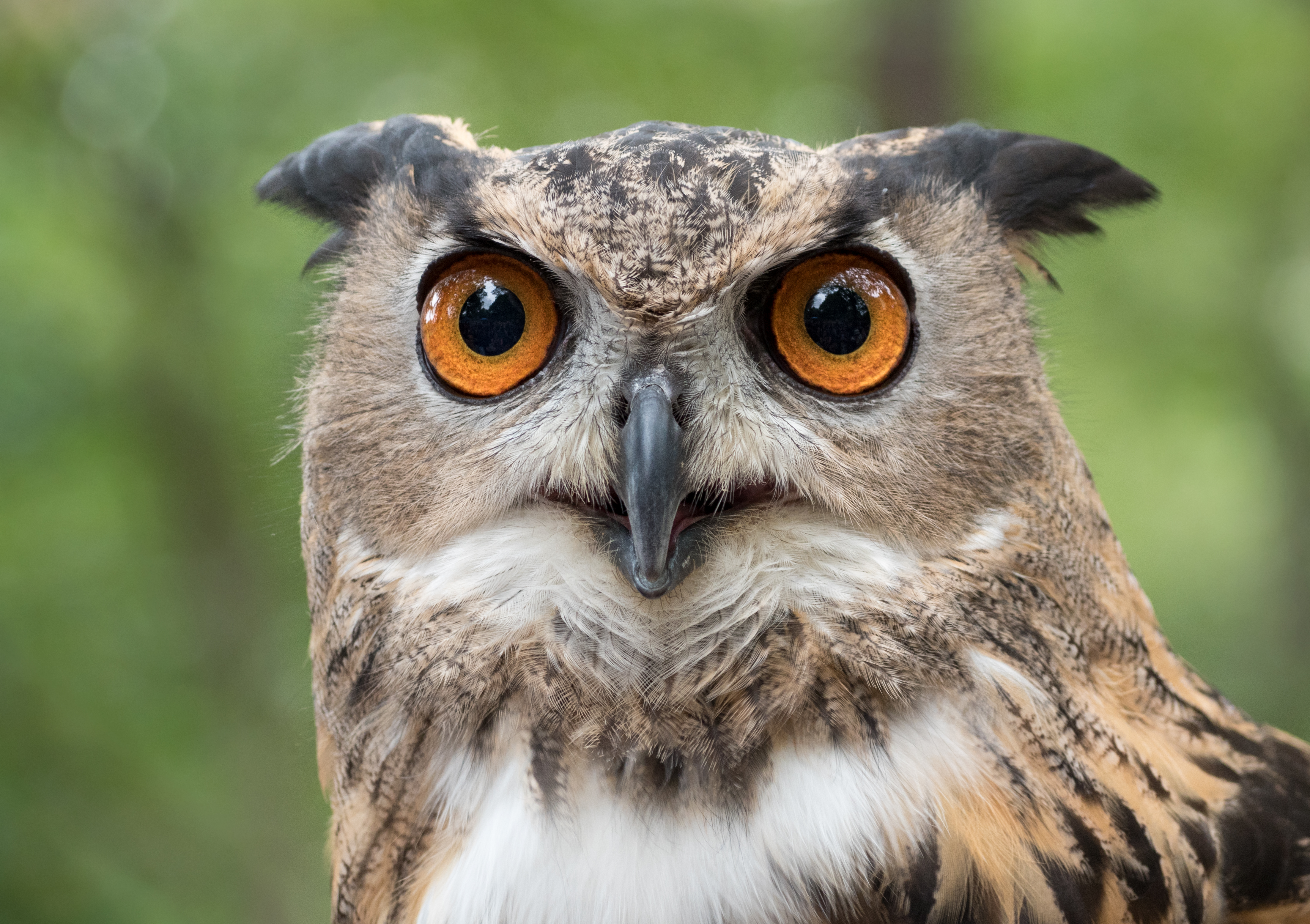
頭部

大形の猛禽類であり、全体的にはシロフクロウより大きく、イヌワシより小さい。世界最大のフクロウとされることもある。シマフクロウの方が平均体重が重く、カラフトフクロウは体重が軽いものの、平均全長が長い。最大記録で考えると、最大体重はシマフクロウと同じ4.6kgで、最大全長はシマフクロウよりも約3cm長い。平均体重と翼開長では、シマフクロウの方が平均してわずかに大きい。カラフトフクロウの最大全長はワシミミズクよりも9cm大きいが、最大体重はワシミミズクの方が二倍以上重い。翼開長は通常131-188cmで、最大で2mに達する。全長は56-75cmと幅広い。体重は雌で1.75-4.6kg、雄で1.2-3.2kgである。他のフクロウと比較すると、メンフクロウの体重は約0.5kg、同属のアメリカワシミミズクの体重は約1.4kgである。
雌の方が大型だが、その他の性的二形は少ない。雄の羽角は雌よりも直立している傾向がある。大きさで性別を判断するためには計測が必要であり、野外で見分けることは難しい。個体群によっては、雌の方が暗い色をしている傾向にある。少なくとも13の亜種が認められており、羽毛の色は多様である。背面は茶色から黄褐色、淡いクリーム色で、額と頭頂部には濃い斑点が、体側面と頸部には縞模様が、背と翕、肩には淡い地色に暗色の斑点が入る。嘴の付け根から目の内側、羽角に沿って、細い黄褐色の帯が走り、茶色または黄褐色の斑点が入る。腰と上尾筒には、暗色の虫食い模様と細かい波模様が入る。下雨覆と尾下筒にも似たような模様が入るが、黒色の縞模様がより目立つ。
初列風切と次列風切は茶色で、幅広い暗褐色の縞模様が入り、先端は暗褐色で、灰色または黄褐色の不規則な線が入る。毎年7月から12月にかけて換羽する。顔盤は黄褐色で、外縁は黒褐色である。顎と喉は白く、中央に茶色の筋が入る。上胸の中央部は茶褐色で、縁は赤褐色である。上胸の中心は白いこともある。下胸と腹は黄褐色、クリーム色、オフホワイトの地に、細かい波状の暗色の縞が入る。脚と足はより淡い黄褐色で、趾の先端まで羽毛がある。尾は茶褐色で、暗い灰褐色の斑点と、約6本の黒褐色の縞模様が入る。嘴と足は黒色である。虹彩は基本的に橙色だが、ヨーロッパの一部の個体群は赤みが強く、砂漠に生息する亜種では黄色みが強い。

### 測定値と生理

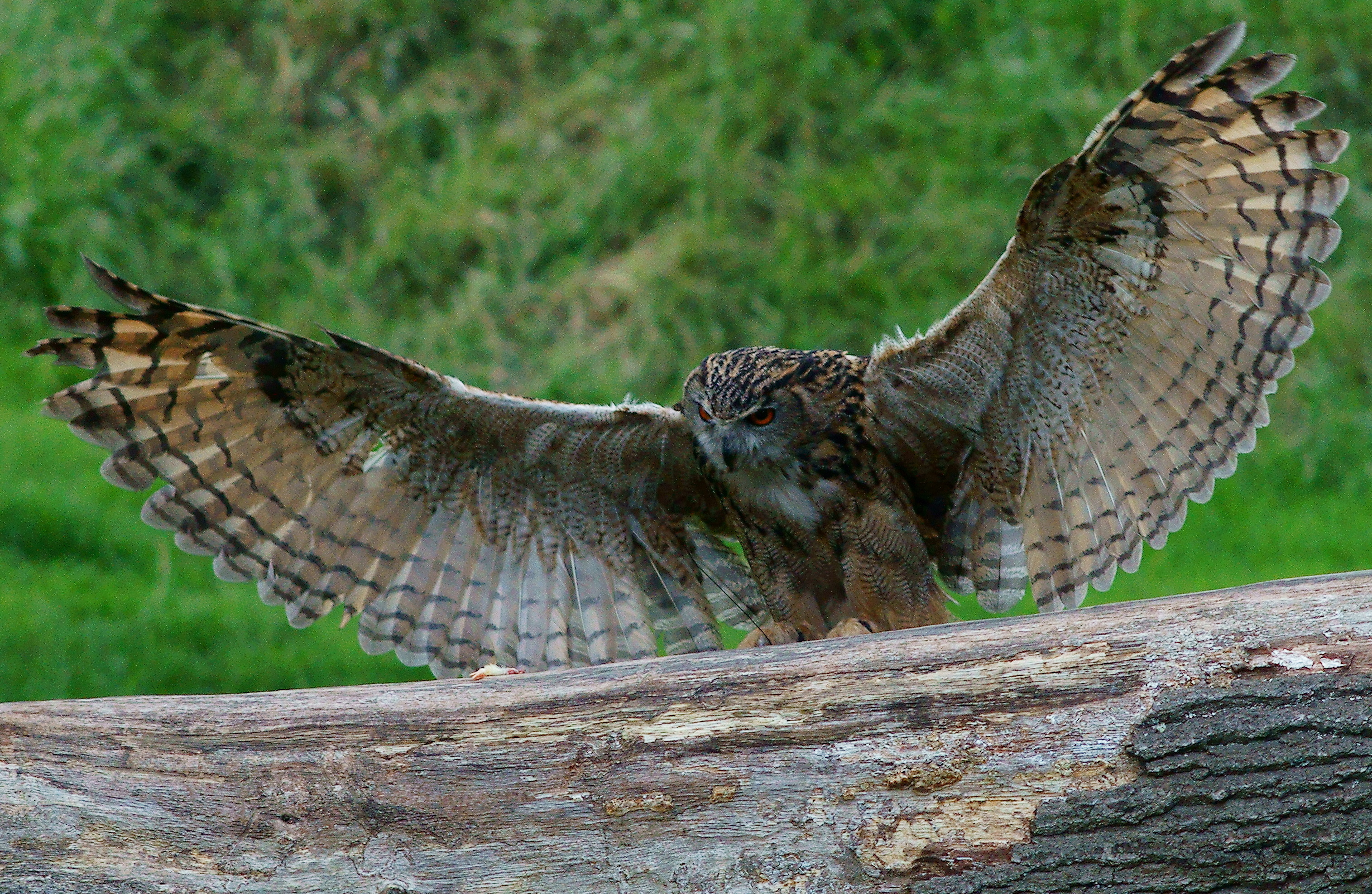
翼を広げた様子

標準的に、翼弦長は378-518mm、尾長は229-310mm、跗蹠長は64.5-112mm、嘴長は38.9-59mmである。体重に対する翼の比率は最も小さく、翼の面積あたりの体重は0.72g/cm2であった。アメリカワシミミズクは0.8g/cm2、イヌワシは0.65g/cm2である。このことから、イヌワシと飛行能力に大きな差は無い可能性がある。メンフクロウ、コミミズク、シロフクロウなども、翼の面積あたりの体重が低いため、ワシミミズクよりも飛行能力が高いと考えられる。中趾の鉤爪が最も大きい。比較的小型の亜種である B. b. hispanus では、中趾の鉤爪の長さは、21.6-40.1mmであった。体重3.82kgの雌の中趾鉤爪の長さは57.9 mmで、イヌワシの大型の雌の母趾の鉤爪と同等の大きさであった。フクロウの爪はタカと比べれば小さいが、体の大きさに比べて足がより頑強である。これは狩りの方法の違いに起因しており、タカは爪を使って臓器に損傷を与え、失血させることで獲物を仕留めるが、フクロウは足を使って獲物を締め付けることで仕留めるため、爪は獲物を固定するか、わずかな傷を与える役割がある。ワシミミズクの爪は非常に大きく、昼行性の猛禽類でこれを超える大きさのものは少ない。ワシミミズクの足の強さが検査されたことは無いが、より小型のアメリカワシミミズクは、鳥類の中で最も強い握力を持つ種の1つである。

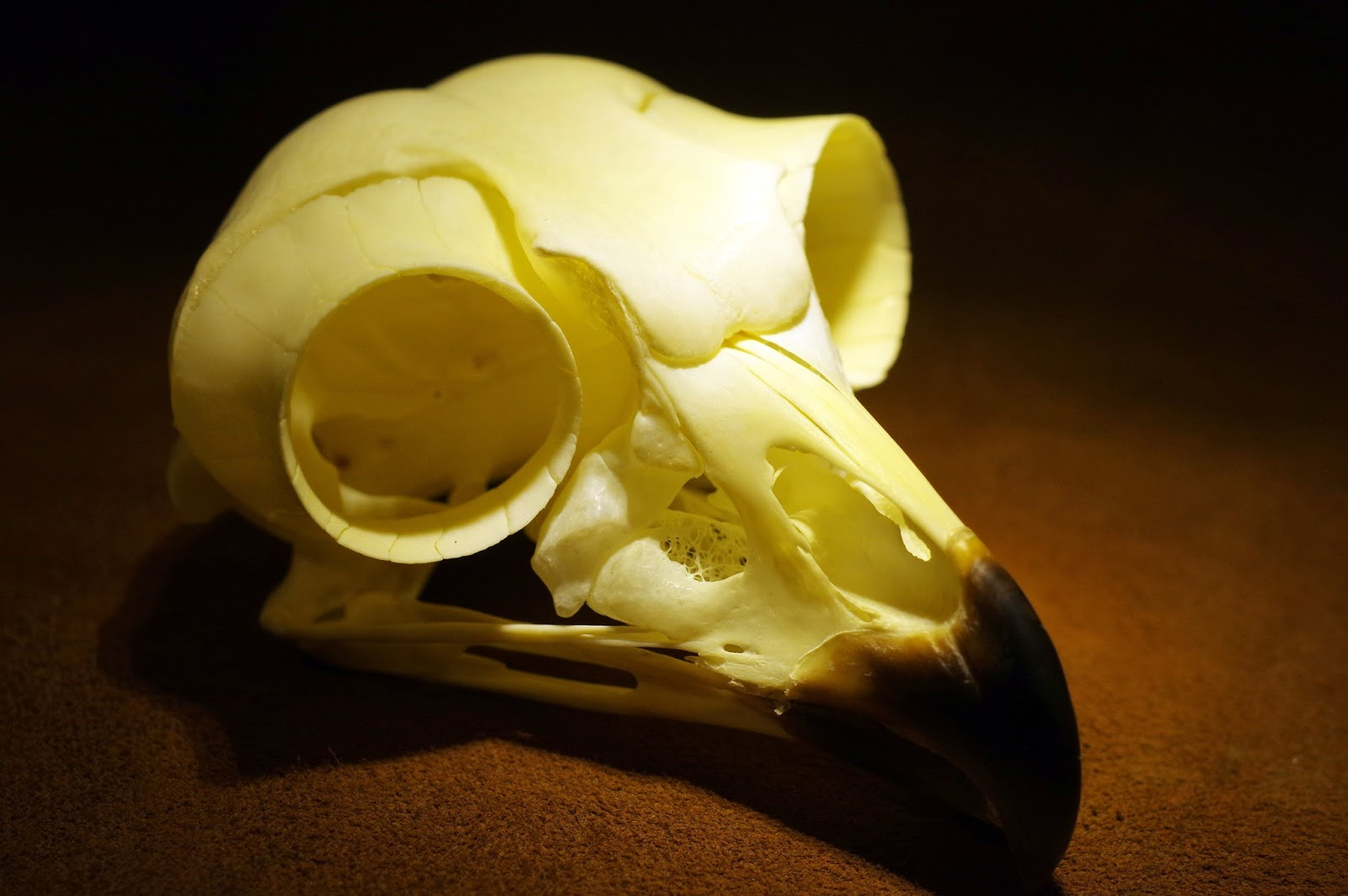
頭蓋骨

スペインでの調査によれば、羽角の長さは63.3-86.6mmであった。耳の穴は他の鳥と同様に羽毛で覆われており、フクロウの中では比較的単純な構造だが、多くのフクロウと同様に、右側の穴が左側の穴より大きく、アメリカワシミミズクよりも大きい。耳の穴の大きさの平均は、雌では右が31.7mm、左が27.4mmで、雄では右が26.8mm、左が24.4mmである。顔盤の深さと耳の大きさおよび構造の複雑さは、狩猟における聴覚の重要性と相関している。メンフクロウ、トラフズク、キンメフクロウはより顔盤が深く、耳の構造が複雑である。耳の開口部の構造が単純で、顔面円板が比較的浅く不明瞭なことから、ワシミミズクは主に視覚を使って狩りをしており、これはコノハズク類と同様である。聴覚を用いて狩りをする種は、暗闇の中で狩りを行う可能性が高い。ワシミミズクのように喉に白い斑点がある種は、日の出や日の入りの前後、完全な暗闇ではない状況で活動する可能性が高い。キンメフクロウやメンフクロウは、喉の白い斑点など、目立つ部位を持たない為、これも夜間に活動することを裏付けている。

### 他種との判別
大きな体、樽型の体格、直立した羽角、橙色の虹彩が特徴である。同じ大型のフクロウであるカラフトフクロウとフクロウは、羽角を持たず頭が丸い。シロフクロウは冬の B. b. sibiricus と体色が似るが、羽角を持たず、純白である。

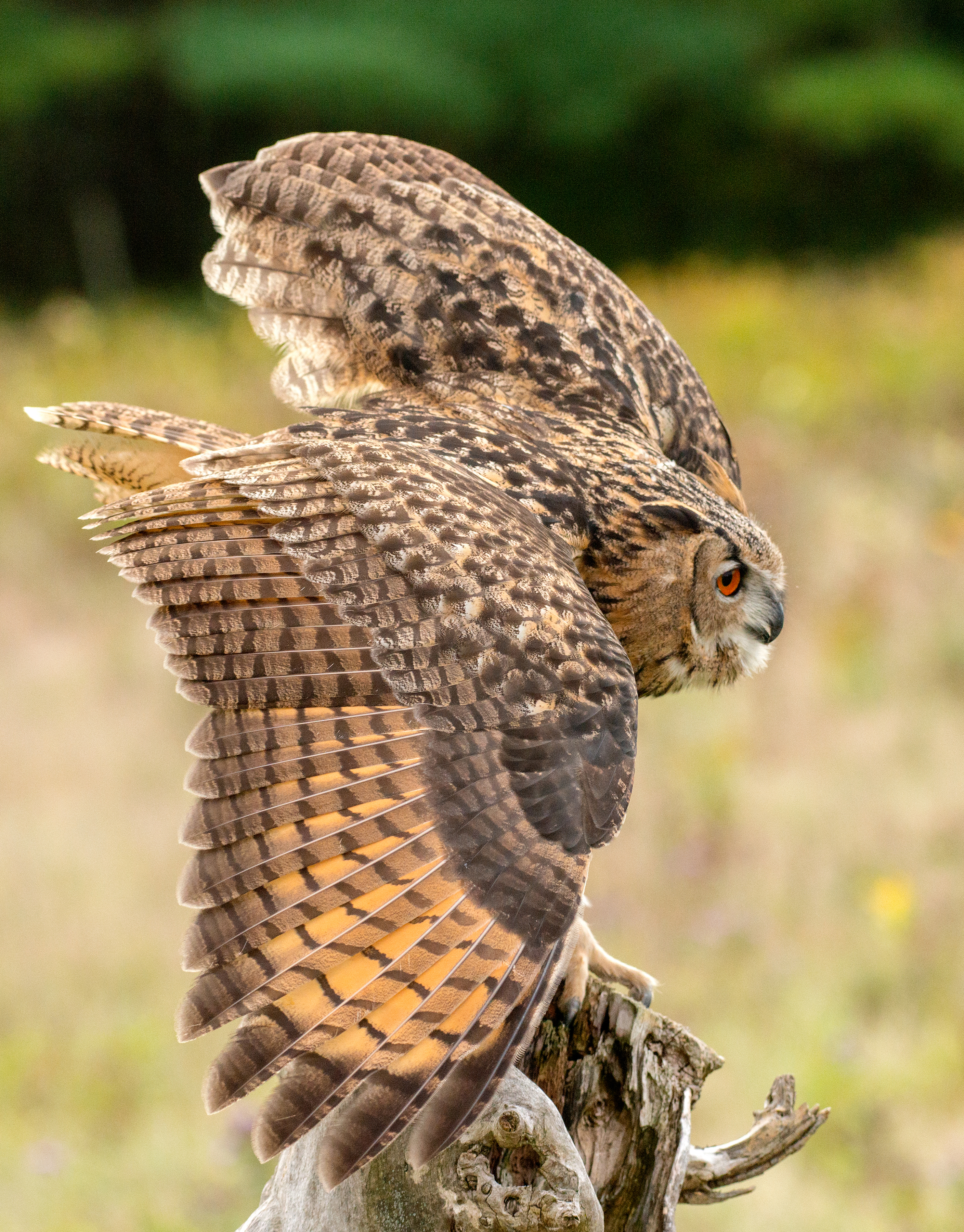
背面の模様

トラフズクは羽毛が似ているもののかなり小型で、全長はワシミミズクの半分、体重は1/10である。ユーラシアのトラフズクはワシミミズクのような縦縞を、北アメリカのトラフズクはアメリカワシミミズクのような横縞を持つ。この擬態の目的は不明だが、これら2種のワシミミズクはトラフズクの捕食者である。カラフトフクロウも同様に、ユーラシアとアメリカで縞が異なる。アジアでは数種類のシマフクロウ属と分布が重複する。ミナミシマフクロウとはパキスタン北部、カシミール、トルコ南部で分布が重なり、ウオミミズクとは中国で分布が重なり、シマフクロウとは極東ロシア、中国北東部、北海道で分布が重なる。シマフクロウ属は羽角が横に垂れ下がり、ワシミミズクのように明瞭な縞模様を持たない。ミナミシマフクロウは跗蹠と足に羽毛がなく、ウオミミズクは跗蹠の上部にのみ羽毛があり、シマフクロウはワシミミズクと同様に、跗蹠と足に羽毛がある。ミナミシマフクロウとウオミミズクは、ワシミミズクよりもわずかに小さく、シマフクロウはワシミミズクと同程度かわずかに大きい。シマフクロウは淡水域の付近に生息し、魚やカニを捕食するため、生息域が異なる。
ヒマラヤ山脈の麓であるパキスタン北部とジャンムー・カシミール州では、少なくとも2-3種のワシミミズク類と同所的に分布している。ウスグロワシミミズクはより小型で、一様に黄褐色の羽毛を持ち、縞模様は明るい。また、ワシミミズクよりもやや閉鎖的な森林を好む。ネパールワシミミズクとも分布が重なるが、この種は鮮やかな茶色の羽毛を持ち、腹部は白地に明るい茶色の横縞が入り、羽角は斜めを向いている。ネパールワシミミズクは密生した原生林を好むため、同所的に生息する可能性は低い。ベンガルワシミミズクは、B. b. turcomanus と同所的に生息することが確認されている。この種は小型で、顔盤の縁がより明瞭であり、翼は比較的小さく丸みを帯び、趾には部分的に羽毛が無い。ヨルダンではサバクワシミミズクと分布が重なる。この種は小型で羽毛の色がより淡く、羽角が小さいことが特徴である。

### 換羽
羽毛は軽量で丈夫だが、定期的に、段階的に換羽が起こる。孵化の翌年には、一部の羽毛と雨覆が換羽する。その翌年には、中央3本の次列風切と3本の尾羽が生え変わる。さらにその翌年には、2-3本の初列風切とその雨覆が換羽する。成鳥になる年に残りの初列風切が換羽すると、幼鳥の羽毛がすべて生え変わることになる。次の換羽は生後6-12年目に起こる。繁殖期が終了した6-10月の間に起こり、毎年6-9本の初列風切が入れ替わる。このように換羽は数年を通じて起こり、生涯このサイクルが繰り返される。

## 分布

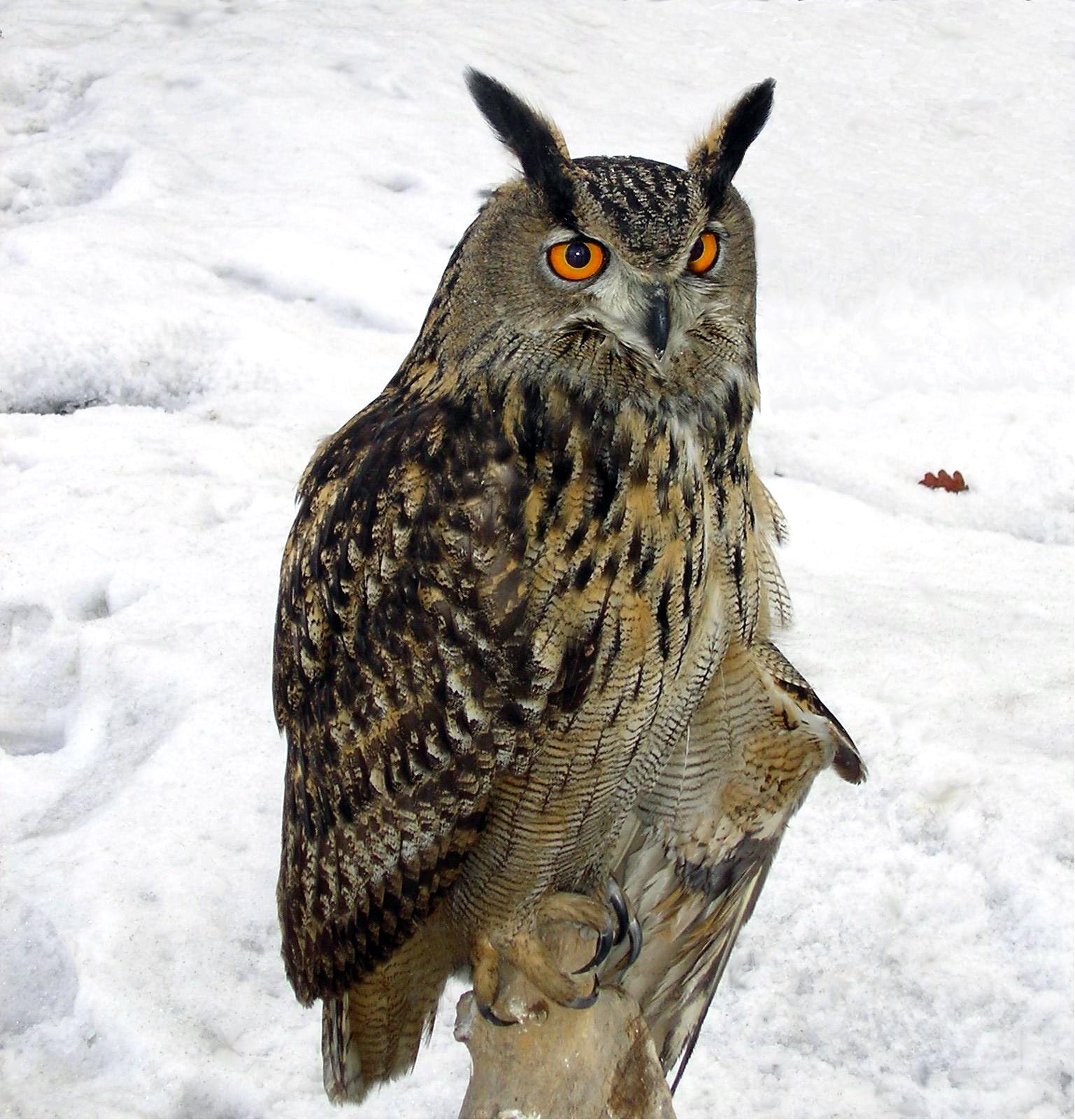
寒い地域にも適応している。

フクロウの中でも最も分布が広い種の1つだが、メンフクロウ、コミミズク、トラフズクほど広範囲ではなく、カラフトフクロウ、シロフクロウ、オナガフクロウが分布する極地付近には分布しない。分布の最西端はイベリア半島で、スペインの大部分とポルトガルの一部で見られる。南フランスのトゥールーズからアリエ県まで分布し、分布域はモナコにかけて広がる。さらに北のルクセンブルク、ベルギー南部と西部では散発的に見られ、オランダではほとんど見られない。イギリス南部および中部では希少である。ドイツでは主に南部および中部に分布し、ブランデンブルク州などではほとんど見られない。南ドイツからチェコ共和国、スロバキア、ハンガリーの北部および東部に連続して分布し、ポーランドでは散発的である。スイスやオーストリアなど山が多い国では、広範囲で見られる。イタリアでは、北部、西部、中央部の大部分から、最南端のメーリト・ディ・ポルト・サルヴォまで広く分布する。地中海沿岸に沿って、スロベニアからギリシャとブルガリアの大部分まで、南東ヨーロッパに広く分布する。東ヨーロッパでは、ルーマニア中部からエストニアまで広く分布する。フィンランドとスカンディナビア半島の大部分に分布し、ノルウェーでは最も広く分布する。スウェーデンではやや点在して分布し、デンマークではユトランド半島で広く見られ、島嶼部には分布しない。
ロシアでは非常に広く分布し、北極圏を除けば森林限界付近まで見られる。ロシアで最も広く分布しているフクロウの一種である。中央アジアでは、カザフスタンからアフガニスタンまで各国に分布する。アナトリア半島では、ジョージア、アゼルバイジャンに広く分布し、トルコでは特に西部と南部に多いが、散発的に分布する。中東ではシリア、イラク、レバノン、イスラエル、パレスチナ、ヨルダン、イラン西部に点在して分布する。南アジアでは、パキスタン北部、ネパール北部、ブータンに多く、インド北部では個体数が少ない。モンゴルの全域、中国のほぼ全域に分布し、雲南省南部と広西チワン族自治区南部には分布しない。朝鮮半島、樺太、千島列島全域に分布し、北海道北部でもまれに見られる。千島列島を除くと、分布域の最東端は極東ロシアのマガダンである。日本では迷鳥として北海道、三宅島、五島列島、奄美大島で数回の記録があるだけとされていたが、その後の調査で北海道北部で数つがいが繁殖しているのが確認された。北方領土の国後島、択捉島でも少数が留鳥として生息する。

## 生息地

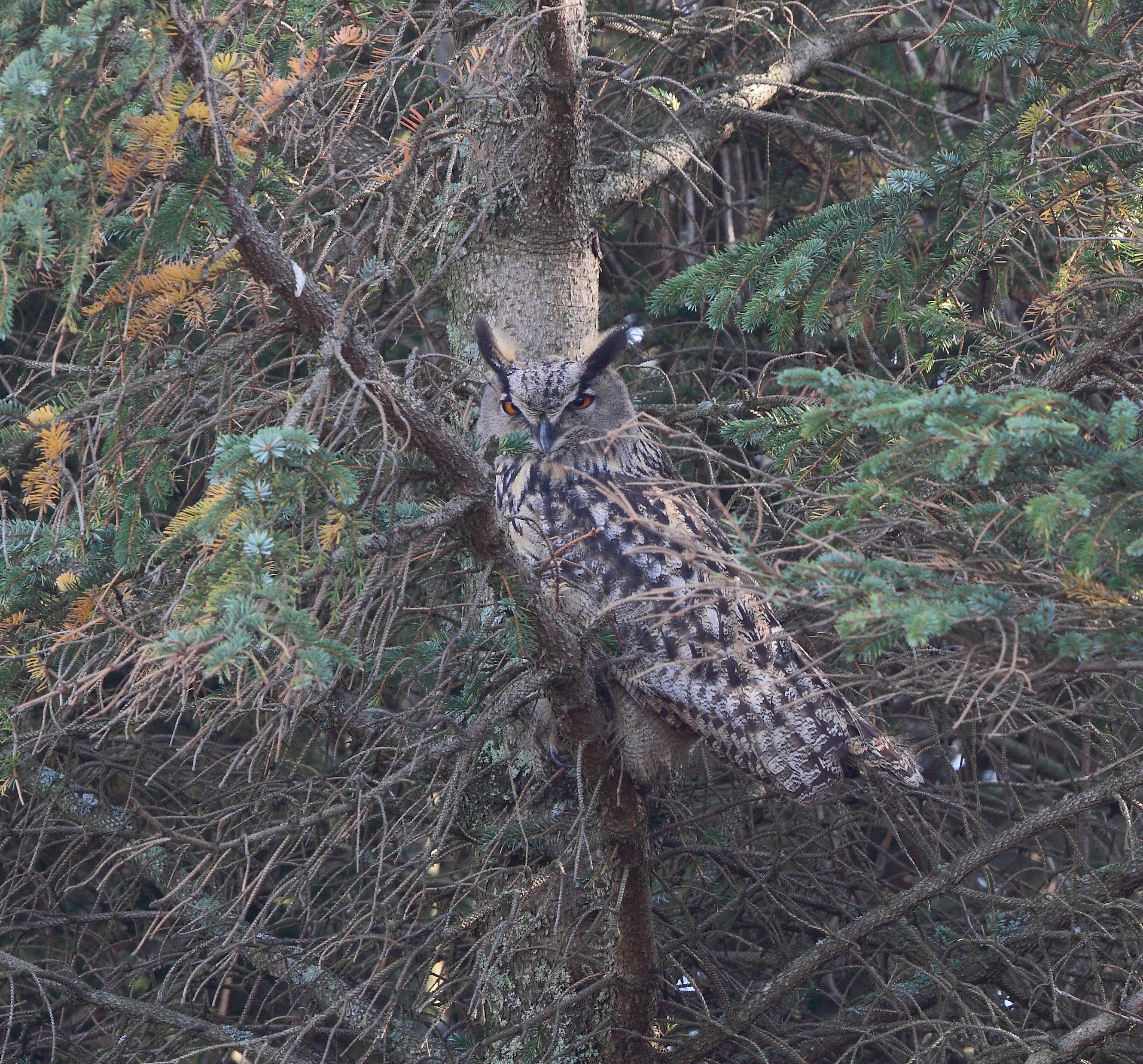
針葉樹林を好む

不規則な地形を好み、多様な生息地で見られる。北方の針葉樹林から乾燥したステップまで、様々な環境から知られている。極端な例を除いて、ユーラシア大陸のほぼすべての気候や環境に適応している。東南アジアの湿潤な熱帯雨林や、北極圏のツンドラには生息しない。崖や渓谷の周囲に、木や茂みが点在している地域で最も多く見られる。高山やステップなどの草原でも、岩場が存在すれば生息できる。不規則な地形を好むことが明らかになっており、岩場や崖は捕食者を避けることが出来る利点がある。河川や湿地帯の付近も好まれる。これらの環境は土壌が柔らかく、ワシミミズクの獲物であるネズミやウサギなど、地面に穴を掘る小型哺乳類が多く生息するためである。
山岳地帯に多く、アルプス山脈では標高2,100m、ヒマラヤ山脈では4,500m、チベット高原では4,700mまで見られる。海抜0mにも生息し、海岸の崖に巣を作ることもある。亜寒帯や山岳地帯など、寒冷な地域での繁殖にも成功しているが、ドイツのアイフェルで行われた研究によると、より温暖な環境の方が繁殖の成功率が高い。スペインで行われた研究では、森林地域が好まれ、オークよりもマツの方が好まれた。しかし、オークとマツの混交樹林は好まれなかった。マツなどの針葉樹林は一定の密度があり、大型の鳥も目立たなくなるため、アメリカワシミミズクにも好まれる。モリフクロウのように森林の奥深くで見られることは少なく、通常は林縁で見られる。スペインでの研究によると、ワシミミズクの生息地のうち、耕地や農地はわずか2.7％であった。昼行性のイヌワシと比較すると、夜間は人間を避けることが出来るため、耕地を訪れる頻度は多い。集約的に耕作されておらず、樹木や灌木があり、灌漑がほとんどまたは全く行われていない場所に訪れることが明らかになっている。休耕地や放棄された農地は攪乱が少なく、獲物が多い可能性が高い。イタリアのアルプス山脈の麓では、自然生息地がほとんど残っておらず、スキー場や街の近くで営巣を行っていた。

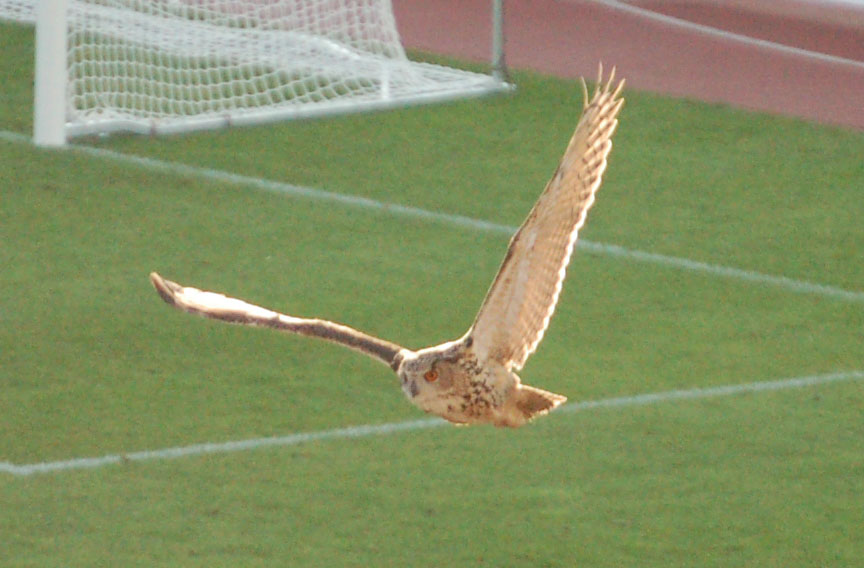
ヘルシンキのオリンピックスタジアムに現れたワシミミズク

基本的に人里離れた場所に生息するが、農地や都市部の公園などでも観察されている。ヘルシンキでは2005年以降、少なくとも5つのつがいが営巣している。ヘルシンキではペットが逃げ出した結果ヤブノウサギが野生化しており、ウサギの個体数増加によってワシミミズクの数も増加すると予想されている。ノウサギは本来は都市に生息せず、より人里離れた地域に多い。2007年6月には、UEFA欧州選手権予選のフィンランド対ベルギー戦の最中に、Bubiと呼ばれるワシミミズクが、ヘルシンキ・オリンピックスタジアムに現れた。試合は6分間中断され、その後ワシミミズクは現場を去った。サッカーフィンランド代表はそれ以来「Huuhkajat (ワシミミズク)」という愛称が定着した。この個体は2007年12月に「Helsinki Citizen of the Year」に選ばれた。2020年には、ベルギーのヘール中心部にあるアパートの窓辺で営巣が行われた。

## 行動

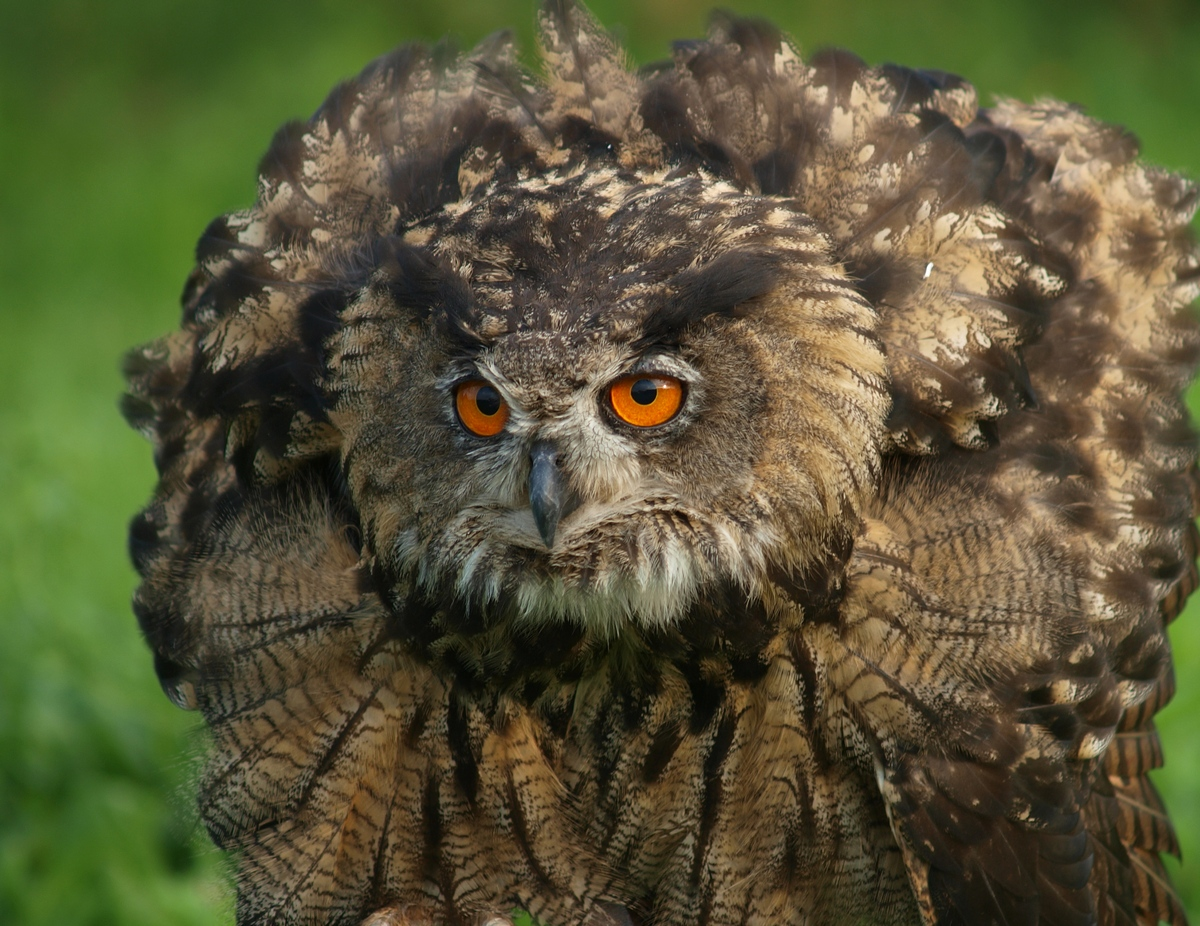
防御姿勢

他のフクロウ類と同様に夜行性であり、主に日没後と日の出前の数時間に活動する。分布域の北部では、夏には日が沈まない白夜となることもあるため、午後の明るい時間帯にも狩りをすることがある。この時期には日中に狩りをし、巣で活発に子育てをしていると考えられる。時間帯によって異なる鳴き声を発する。岩の上や険しい尾根、山の頂上など、目立つ場所で鳴き声を上げる。これらは縄張りの縁に点在しており、頻繁に訪れるが、一度の滞在時間は数分である。
晩秋から冬にかけての寒い時期に鳴き声を上げ、10月から12月は縄張りを主張するため、1月から2月は求愛と交尾のために鳴く。スペインで行われた調査では、鳴き声は日没の29分後から、日の出の55分前まで記録された。縄張りを主張する鳴き声は遠くまで響き、雄は低い「ウーフー」という声 、雌は甲高い「アーフー」という声である。つがいで鳴くこともある。ドイツやヨーロッパの一部地域では、その鳴き声から「uhu」と呼ばれることもある。鳴き声は250-350Hzであり、アメリカワシミミズクやシマフクロウの縄張りを示す鳴き声よりも低い。アメリカワシミミズクの鳴き声は平均してわずかに長く、シマフクロウの鳴き声は一般的に低い。笑い声のような「ウーウー」という鳴き声、耳障りな「グエッグエッ」という鳴き声を発することもある。他のワシミミズクなどが縄張りに侵入した場合、大きな「フー」という鳴き声で威嚇する。フクロウやトラフズクとよく似た、吠え声を発することもあるが、それらの種よりも低く力強い。嘴をカチカチ鳴らしたり、つばを吐き出したりして威嚇する。防御の際は頭を下げ、背中の羽を逆立て、翼を広げる。

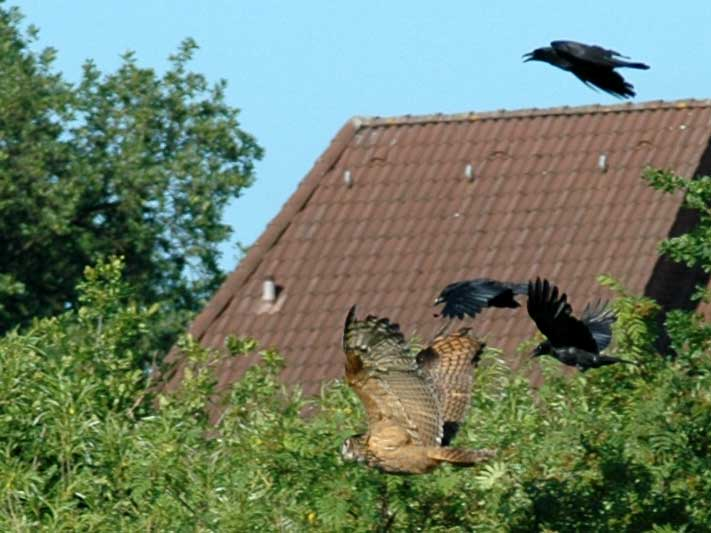
ハシボソガラスからモビングを受けている

トラフズクなどのように、体を細めることは珍しい。アメリカワシミミズクはより頻繁に体を細め、天敵や異常な存在に出会うとこの姿勢をとる。翼は大きく、浅い羽ばたきで長く滑空し、力強く直線的に飛行する。フクロウ類では珍しく、上昇気流に乗って舞い上がることもある。このため、小型のノスリ属と間違われることもある。日中にはほぼ飛翔せず、人間やカラスなど、他の生物に襲われた際には飛翔する。定住性が高く、成鳥になっても単一の縄張りを維持する。
他のワシミミズク類と同様に、渡りを行わないと考えられている。分布域の北限では、冬には食料がほとんどない可能性が高いが、渡りを行うことは無い。2020年の研究では、繁殖期の後に短距離の移動を行うことが明らかになり、5羽は巣から20km以上離れた場所に移動した。ロシアでは寒さが厳しすぎるため、冬に南へ移動したという事例がある。チベット高原やヒマラヤでも、冬になると南へ移動するという事例がいくつかある。しかしどちらの例も確かな証拠は無いため、渡りを行わない可能性はある。

## 摂餌と食性
齧歯類やノウサギ類などの哺乳類、サギ類やノスリ類・他のフクロウ類などの鳥類、爬虫類、カエル、昆虫など、様々な獲物を捕食する。

## 繁殖と成長

### 縄張りと繁殖行動
縄張り意識が強く、一年中自分の縄張りを守るが、10月から2月頃には、縄張りを示す鳴き声をあげる。縄張りの広さはアメリカワシミミズクと同等かわずかに大きく、平均して15-80km2である。雄は縄張り内で最も高い場所で鳴き、縄張りを確立する。高い場所で鳴くことで鳴き声が遠くまで届き、縄張りの境界での衝突を避けることが出来る。また喉の白い模様も重要であり、雄は喉を膨らませ、白い部分が現れた剥製を強く攻撃することが多かったが、白い部分が現れていない剥製に対しては、より穏やかであった。雌は剥製に対して攻撃することが少なかった。1月と2月には、求愛の為に鳴き声をあげる。つがいは生涯を共にすることが多いが、通常は年に1回求愛を行い、番の絆を再確認する。求愛のために鳴く際は、雄はアメリカワシミミズクほどではないが、体をかがめて鳴く傾向にある。求愛行動では雄が直立し、雌がかがみながら鳴く。交尾の前にはお互いが身をかがめ、鳴き声を上げることもある。交尾は数分間で数回行われる。

### 巣

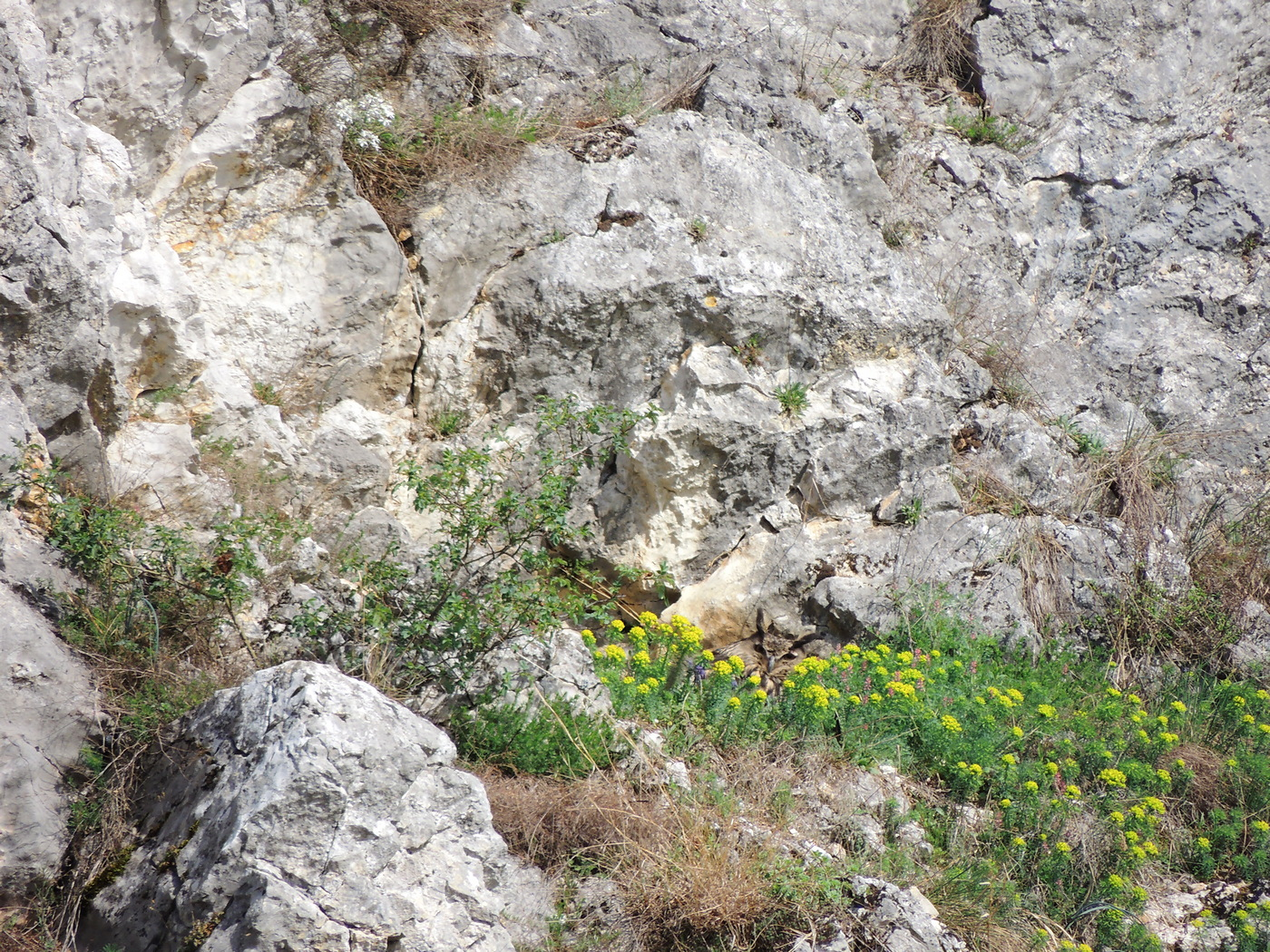
抱卵する雌

雄は営巣に適した場所を選ぶと、土があれば小さな窪みを作り、短いコッコッという鳴き声で雌にアピールする。雄が複数の場所を提案し、雌が選択することもある。ドイツのバーデン＝ヴュルテンベルク州では、雄の巣への平均訪問時間は、産卵前には29分から3時間に増加し、抱卵している雌のそばに座る。他のフクロウと同様に、既存の物に巣を作る。通常は岩や石の上に巣を作り、崖の岩棚や斜面、割れ目、峡谷、岩穴や洞穴を利用することが多い。植林地に隠された岩場や、渓谷や低木地帯に接した環境が好まれる。比較的小さな瓦礫しか存在しない場合は、岩の間の地面に巣を作る。森林では木の根の間、大きな茂みや倒木の下など、地面に巣を作ることがある。地面に巣を作る場合、植物に覆われた急斜面に作られることが多いが、巣が露出していたり、平らな場所に作られることもある。ロシアのアルタイ地方の森林では、マツの根元で営巣する。アメリカワシミミズクは他の動物が作った巣を利用することが多いが、本種はあまり他の動物の巣を利用しない。ヨーロッパノスリ、イヌワシ、カラフトワシ、オジロワシ、ワタリガラス、ナベコウの巣を利用した記録がある。ベラルーシでは他の国と比べて、他の鳥の巣を利用する割合が多いが、依然として大部分は地面に巣を作る。他の鳥の巣を利用できるように見える場合でも、多くの個体が地上に巣を作る。ごくまれに木の洞を利用する。これは体が大きいためとされるが、同じく大型のカラフトフクロウは木の洞を全く利用せず、シマフクロウは木の洞に巣を作る。毎年同じ場所で営巣することがよくある。

### 親の世話

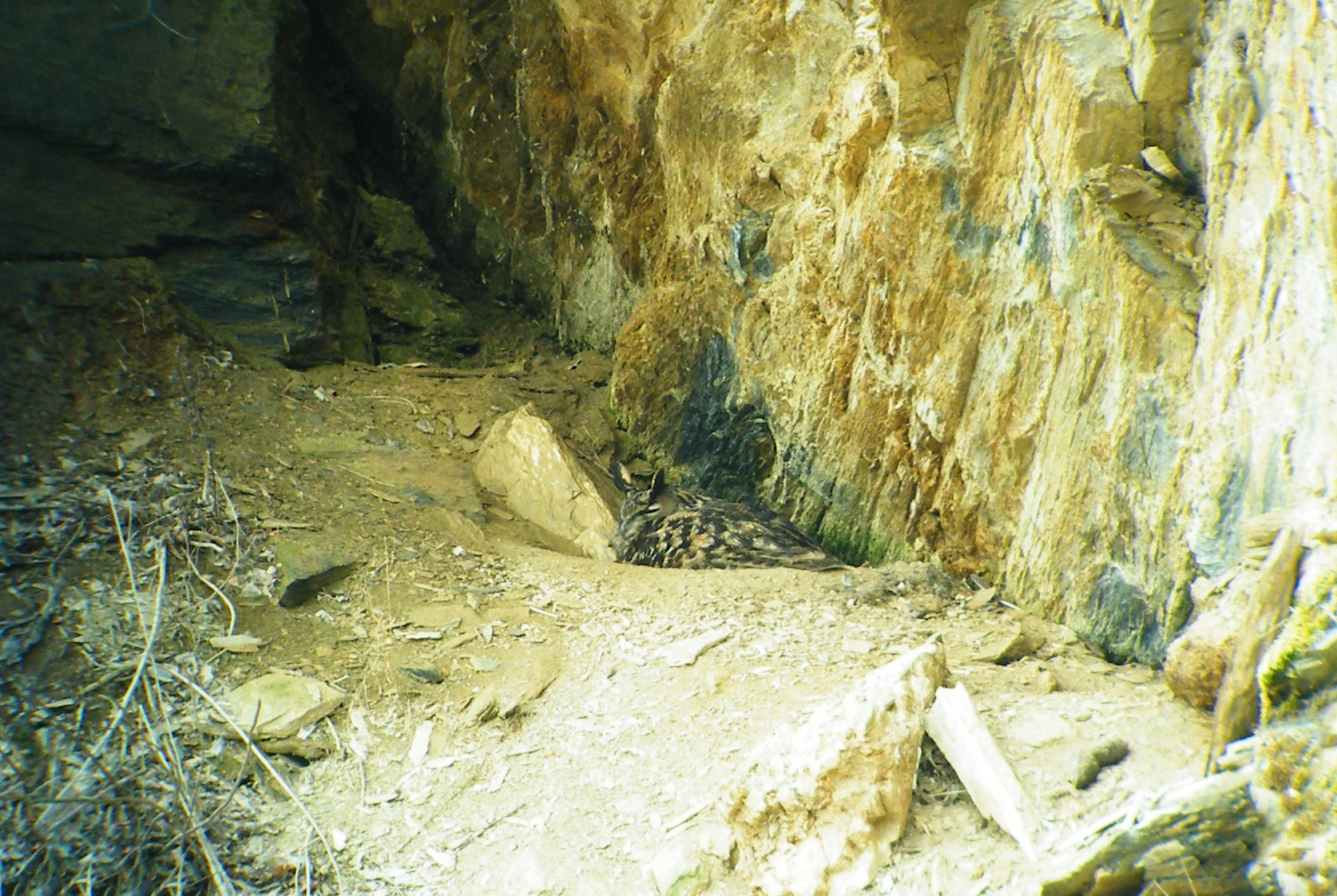
巣と雌

スイスのエンガディンでは、雛の生後4-5週間まで、雄は単独で狩りを行い、雌は常時巣で子育てを行う。その後、雌は徐々に狩りを再開し、雛に餌を運ぶ。ドイツでは一夫多妻制の例が確認されており、1羽の雄が2羽の雌と交尾した。スペインでは性別不明の3羽目の成鳥が、つがいの雛の世話を手伝った例がある。他のフクロウに比べると、巣に近づく人間に対する攻撃例は低い。人が巣に近づくと、雌は擬傷という怪我をしたような動きで注意を引くことがある。この行動はフクロウでは珍しく、小鳥が巣から捕食者の注意を引く場合に使われる。巣は周囲の環境に擬態しているため、人が近づくと成鳥は離れることが多い。フクロウでは珍しく、成鳥も雛も追いつめられると威嚇行動をとる。翼を上げて羽を膨らませ、嘴を鳴らす。イギリスの個体群は、巣に近づく人に対し攻撃的である。ワシミミズクからの攻撃は、スカンディナビア半島において直近数十年で増加している。アメリカワシミミズクは本種と比べ攻撃性が高いが、これは捕食率の高さと関連している可能性がある。

### 卵と成長

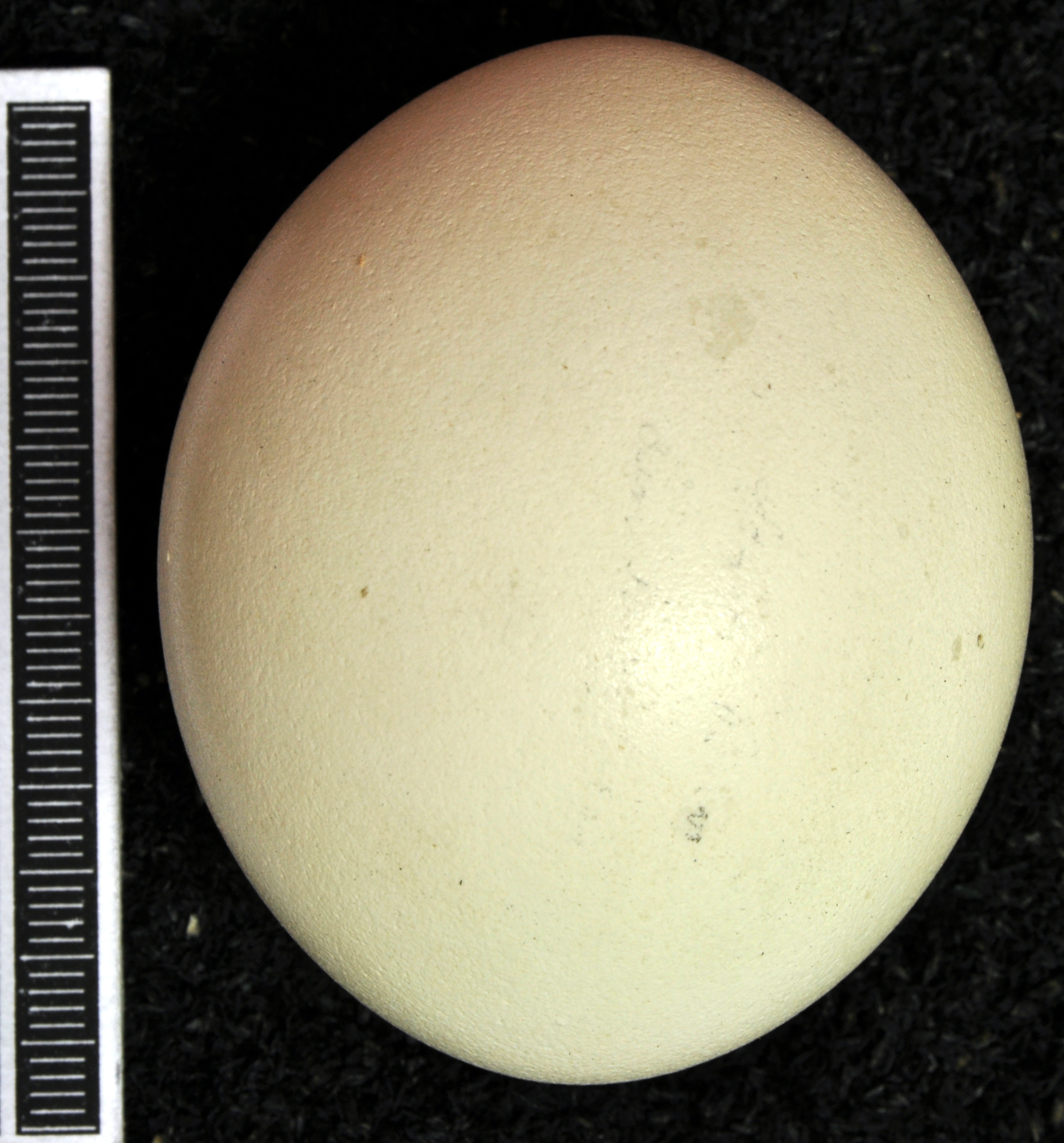
卵

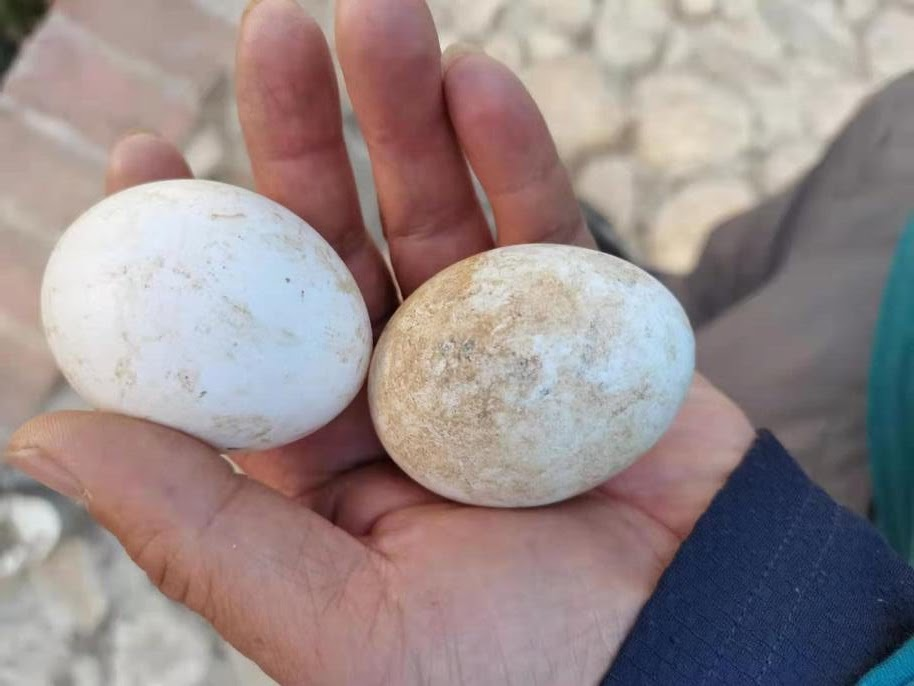
人の手との比較

抱卵は雌のみが行う。産卵は一般に晩冬から始まるが、寒冷地では秋から始まることもある。抱卵期間中は、雄が雌に餌を運ぶ。卵は白く、大きさは縦56-73mm、横幅44.2-53mm、重量は75-80gほどである。卵の平均的な大きさは、中央ヨーロッパでは59.8mm×49.5mm、シベリアでは59.4mm×50.1mmである。卵はシロフクロウやアメリカワシミミズクの卵よりわずかに大きく、ネパールワシミミズクやシマフクロウの卵とほぼ同等の大きさで、ベンガルワシミミズクやサバクワシミミズクの卵より明らかに大きい。産卵数は通常1-2個だが、まれに3-4個、最大で6個となる。ヨーロッパでは緯度によって平均産卵数が異なり、スペインとフランスの山地では2.02-2.14個、中央ヨーロッパと東アルプスでは1.82-1.89個、スウェーデンとフィンランドではそれぞれ1.56個と1.87個である。旧北区に広く分布する種では、こうした気候による変化が見られることが多いが、地中海西部では特に産卵数が多く、これは栄養価の高いウサギを捕食していることに起因する可能性がある。平均産卵数は2.7個で、ヨーロッパのフクロウでは最も低い。カラフトフクロウの北米亜種は平均産卵数2.6個と低いが、ユーラシア亜種では4.05個である。
スペインでは1月中旬から3月中旬に抱卵し、3月下旬から4月上旬に孵化、4月中旬から8月までに巣立つ。その後若鳥は分散し、9月から1月上旬までに繁殖が起こる。南フランスでも同様である。イタリアのアルプス山脈の麓では、産卵日は平均して2月27日で、若鳥の分散は遅く、8月末でも全ての幼鳥が世話を受け、10月まで親の世話を受けている個体も存在した。北部地域では繁殖期が1ヶ月ほど遅れ、産卵は3月下旬または4月上旬となる。ヨーロッパやアジア温帯域北部では、最も早い時期に巣を作る鳥類の1つである。
31-36日間の抱卵の後、最初の卵が孵化する。産卵間隔は平均3日だが、孵化間隔は1-2日である。幼鳥は灰色で、白と黄褐色の斑模様が入り、周りの環境に擬態している。生後4日で目が開く。雛は急速に成長し、生後3週間で、小さな獲物であれば丸々食べられるようになる。アンダルシア州での研究によれば、幼鳥の体の大きさの成長率は高く、シロフクロウやアメリカワシミミズクよりも速かった。生後5日から60日までの間に、体重は14倍に増加した。雄は獲物を巣またはその周囲に運び、雌は餌を適当な大きさに裂いてから雛に与える。雌は幼鳥の生後約3週間で狩りを再開し、これにより幼鳥への餌の供給量は増加する。多くの巣で二羽の雛が育っており、いくつかのワシほど兄弟殺しは一般的ではない。スペインでの調査によれば、雄が先に生まれることが多かった。この適応により、雌の方が大型であるため、後に生まれても大きさの差が少なく、兄弟間の格差が少なくなる。
巣を離れる時期は巣の位置によって決まる。巣が高所にある場合、生後5週-7週で巣を離れ、巣が地上にある場合は22-25日で巣を離れた例もある。生後5週間で上手く歩行し、生後7週間には短距離の飛行ができる。この時期に狩りや飛行の訓練などは行わない。生後5-6週間で巣を離れ、生後7-8週間までには数mの飛行が可能になる。その後一ヶ月以上は親からの世話が続く。その月の終わりには飛行距離がかなり伸びる。スペインでは親鳥が巣立った直後の幼鳥の世話をした事例が数件報告されている。

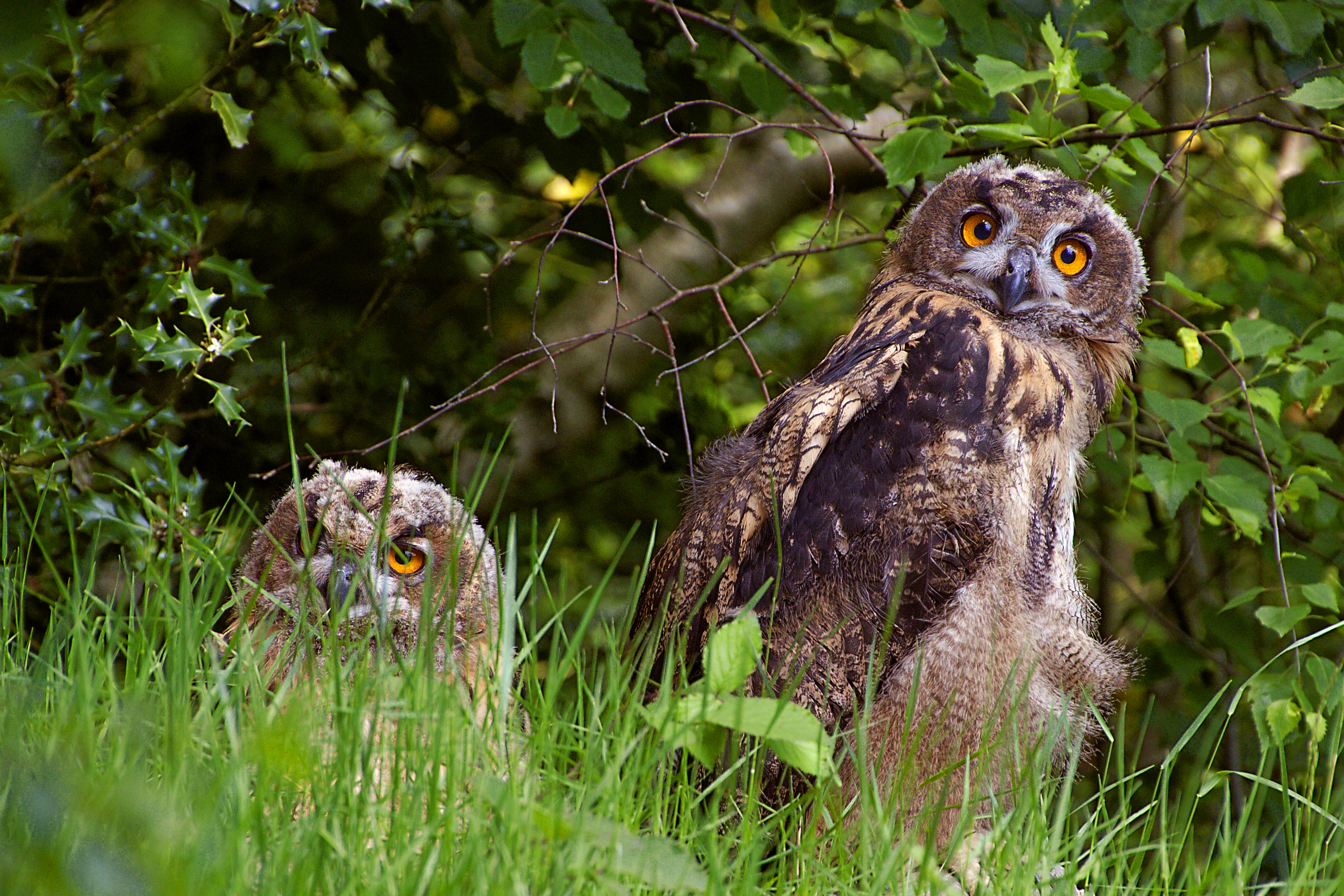
幼鳥は幼羽が残った状態で巣を離れる

南フランスでの研究によると、巣立った幼鳥の数は、1つの巣で平均して1.67羽であった。この数値は、中央ヨーロッパでは1.8-1.9羽であった。イタリアのアルプス山脈の麓では、巣立つ雛の数の平均は1.89羽であった。この地域では繁殖期に降雨量が多く、親鳥の狩りの能力が低下し、雛が低体温症に陥った結果、巣立ちの成功率が低下した。ドイツのアイフェルに再導入された個体群では、平均して1.17羽の雛が生まれたが、繁殖が起こらなかったつがいも存在し、繁殖を試みたつがいの約23%は失敗した。以前の研究では、巣立った幼鳥の数の平均は、ドイツのバイエルン州で1.77羽、オーストリア南部で1.1羽、スウェーデン南部で0.6羽と低かった。巣付近での人間活動は幼鳥の生存率を低下させるが、ノルウェーで雛に実験的に給餌を行ったところ、巣立った幼鳥の数の平均は、約1.2羽から1.7羽に増加した。巣を離れてから完全に巣立つまでの間、兄弟は近い関係にある者の、巣を離れてから約20日経つと、それぞれが素早く分散していく。合計して20-24週間の間、子は親鳥に依存する。幼鳥は自力で親から離れるが、親に追い出されることもある。巣立って翌年には性成熟するが、通常は2-3歳になり、自身の縄張りを確立してから繁殖する。若鳥は各地を移動しながら生活し、目立たない場所で鳴き声を発する。特に雄は他の雄からの攻撃を避けるため、縄張りへの警戒心が強い。

### 寿命
フクロウの中では最も寿命が長い種の1つである。野生での寿命は長くても20年ほどで、ある標識調査での最高齢は19歳であった。保護地域での寿命は一般的に15-20年である。野生個体の最高齢記録は、27歳9ヶ月である。飼育下での寿命ははるかに長く、動物園では68年生きた記録がある。健康な成長に天敵はおらず、頂点捕食者と考えられている。主な死因は感電、交通事故、射撃など、人間活動によるものである。

## 人との関わり

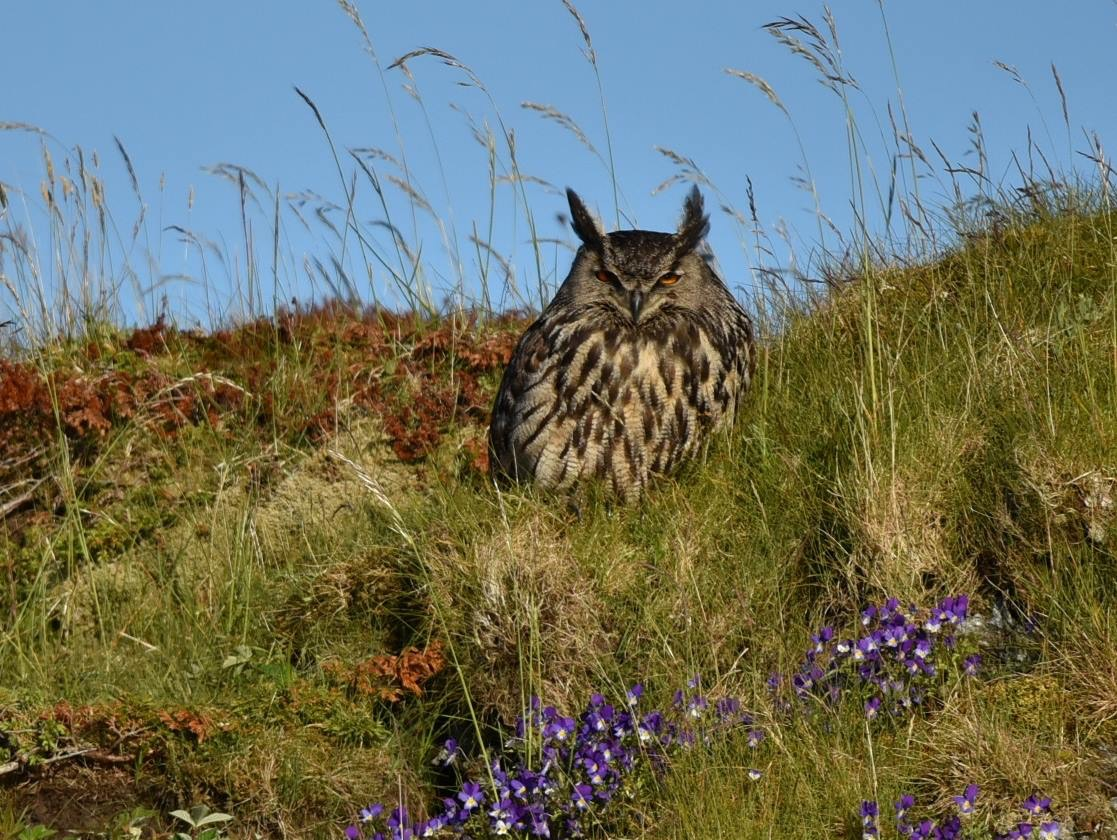
ノルウェーのスボルベルは、ヨーロッパでもっとも個体群密度が大きい

ユーラシア大陸に広く分布し、分布域は約3,200万平方キロメートルと推定されている。ヨーロッパでは19,000-38,000組のつがいが繁殖し、全世界の個体数は約250,000-2,500,000羽と推定される。個体数は減少傾向にあるが、分布域が広く個体数も多いことから、国際自然保護連合のレッドリストでは、低危険種と評価されている。アメリカワシミミズクの推定個体数は最大530万羽で、ワシミミズクの約2倍である。人間からの迫害の少なさ、人間の妨害への耐性の高さ、都市化への適応能力の高さ、縄張りの小ささなどが影響していると考えられる。ワシミミズクは絶滅のおそれのある野生動植物の種の国際取引に関する条約の付属書IIに掲載されており、加工品を含む国際取引が規制されている。

### 人間活動の影響
25件の報告のうち、感電は死因の平均38.2%、最大68%を占めていた。特にイタリアのアルプス山脈の麓で顕著であり、巣の近くに絶縁されていない鉄塔が多く設置されている。感電はヨーロッパにおける分布域のほぼ全域で深刻な問題となっている。無線機を付けて放鳥した結果、放鳥された幼鳥27羽のうち、55%が1年以内に感電死しており、野生下では幼鳥の感電死の確率はさらに高い。スイスのライン川渓谷での調査では、放鳥された個体の死因のうち、48%は餓死であった。野生個体の死因の93%が人為的なもので、そのうち46%は感電、43%は車両や列車との衝突が原因であった。鉄塔を絶縁することで、個体数は安定すると考えられる。フィンランドでの死因は感電が39%、車両との衝突が22%であった。風力発電機との衝突も深刻な死因となる。
歴史的に狩猟や経済活動を妨害する害鳥として迫害されてきた。これにより1830年には北ドイツ、19世紀後半にはオランダ、1903年にはルクセンブルク、1943年にはベルギー、1960年代には中央および西ドイツで、局所的な絶滅が起こっている。スペインで1476羽の死因を調査した結果、ほとんどの場合原因不明の外傷であった。特定できた死因のうち、衝突が最も多く、その半数以上は感電が原因であった。313羽は迫害によって死亡し、自然死した個体は85羽であった。スペインにおいては鉄塔の安全性と迫害が課題となっている。迫害はフランスでも問題となっており、多くの個体が毒殺または射殺されている。

### 保護と再導入

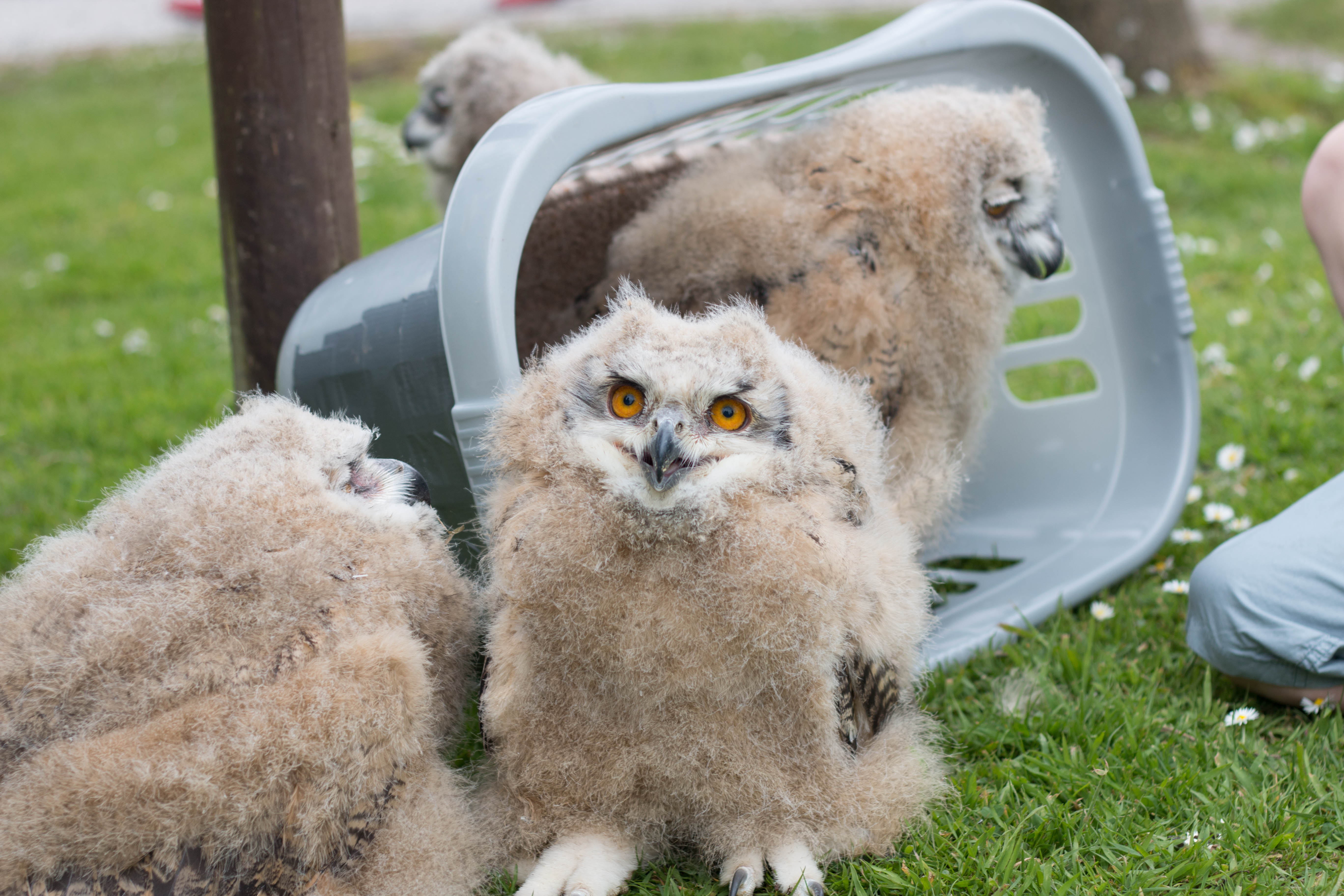
雛

ロシアやスカンディナビア半島など、人口密度が低く、人間活動の影響が比較的少ない地域では、個体数は依然として多い。しかし西ヨーロッパや中央ヨーロッパでは、人間活動による環境への影響が大きく、鉄塔など人工物との衝突や、生息地の劣化と都市化による獲物の減少が脅威となっている。
スペインでは政府によって保護されてきたが、殺害は減少しなかった。活動家たちは地域住民によるワシミミズクの殺害を防ぐため、教育と管理プログラムの強化を提案している。生物学者らは電線と鉄塔を絶縁化することを提案している。しかしこれには莫大な費用が掛かる為、財源の少ないスペインの田舎では、依然として行われていない。スウェーデンではワシミミズクの感電により変圧器が頻繁に損傷していたため、絶縁が試みられた。
ドイツでは厳しい迫害の結果、1960年代までに地域絶滅が起こり、その後大規模な再導入が実施された。1970年代から1990年代にかけて、アイフェルでは1,000羽以上のワシミミズクが再導入された。再導入されたワシミミズクは繁殖に成功し、営巣成功率は野生個体と遜色ないものとなっている。しかしアイフェルにおける人為的要因による死亡率は依然として高く、遺伝的多様性の欠如についても懸念されている。ドイツでの再導入により、オランダ、ベルギー、ルクセンブルクでの繁殖が始まった可能性がある。他の地域でも小規模な再導入が行われており、現在のスウェーデンの繁殖個体群は、主に再導入の結果と考えられている。ドブネズミやドバトなど、人間活動によって新たな獲物が出現した結果、新たな地域へと進出した例もある。

### 英国におけるワシミミズク
イギリスにはかつて自然分布しており、約1万-9千年前に絶滅したという主張もあるが、化石記録によれば約2千年前にも生息していた。イギリスの民間伝承や文献にはワシミミズクが登場せず、直近の千年ほどは分布していなかった可能性がある。ワシミミズクは長距離を移動しない為、イギリスと大陸を結ぶ陸橋の消失が絶滅の原因となった可能性もある。人間による迫害も影響を及ぼしたと思われる。イギリスにおけるワシミミズクの報告は、逸脱したアメリカワシミミズクやベンガルワシミミズクであった事例もある。現在イギリスでは繁殖が起こっているが、正確な個体数は不明である。イングランド北部とスコットランドには自然分布しており、ノルウェーの西海岸、シェトランド諸島から、オランダとベルギー南部にかけての地域から、350-400kmの距離を飛来してきたと考えられている。若鳥は自身の縄張りを求め、長い距離を移動することがある。
ワシミミズクは一般的に海を渡ることを好まず、多くの専門家はイギリスのワシミミズクを、飼育下から逸脱した個体であると主張している。19世紀まではワシミミズクが逃がされていた可能性もあるが、近年では意図的な放鳥の記録は無い。イギリスにおけるワシミミズクは外来種とされ、在来の生物への影響が懸念されている。1994年から2007年の間に、73羽のワシミミズクが逃げ、50羽が再捕獲された。イギリスにおける繁殖は、人間による意図的または非意図的な妨害により失敗することが多い。

### 日本におけるワシミミズク
1994年に北海道北部で繁殖が確認されている。以後も繁殖は継続しているが、雛の捕食による繁殖失敗例が多い。キタキツネによる雛の捕食、採食環境の破壊による影響が懸念されている。1997年に国内希少野生動植物種に指定された。日本における生息数や繁殖についてのデータは不足している。
絶滅危惧IA類 (CR)（環境省レッドリスト）

### 絶滅危惧種への影響
日和見的な捕食者であり、食べられる獲物であれば何でも捕食する。その地域に多い獲物を捕食することが多いが、ネズミやハトなど、人間にとって害獣や害鳥とされる種を捕食することもある。一方で希少種や絶滅危惧種を捕食することもある。例としてはロシアデスマン、ピレネーデスマン、ヨーロッパチチブコウモリ、ヨーロッパハタリス、イベリアミズハタネズミ、ヨーロッパミンク、マダライタチ、カリガネ、エジプトハゲワシ、カラフトワシ、カタシロワシ、セーカーハヤブサ、サバクフサエリショウノガン、ノガン、ギリシャリクガメ、タイセイヨウダラ、ヨーロッパウナギ、ヨコヅナダンゴウオが挙げられる。